# كوارث الحرب (سلسلة)

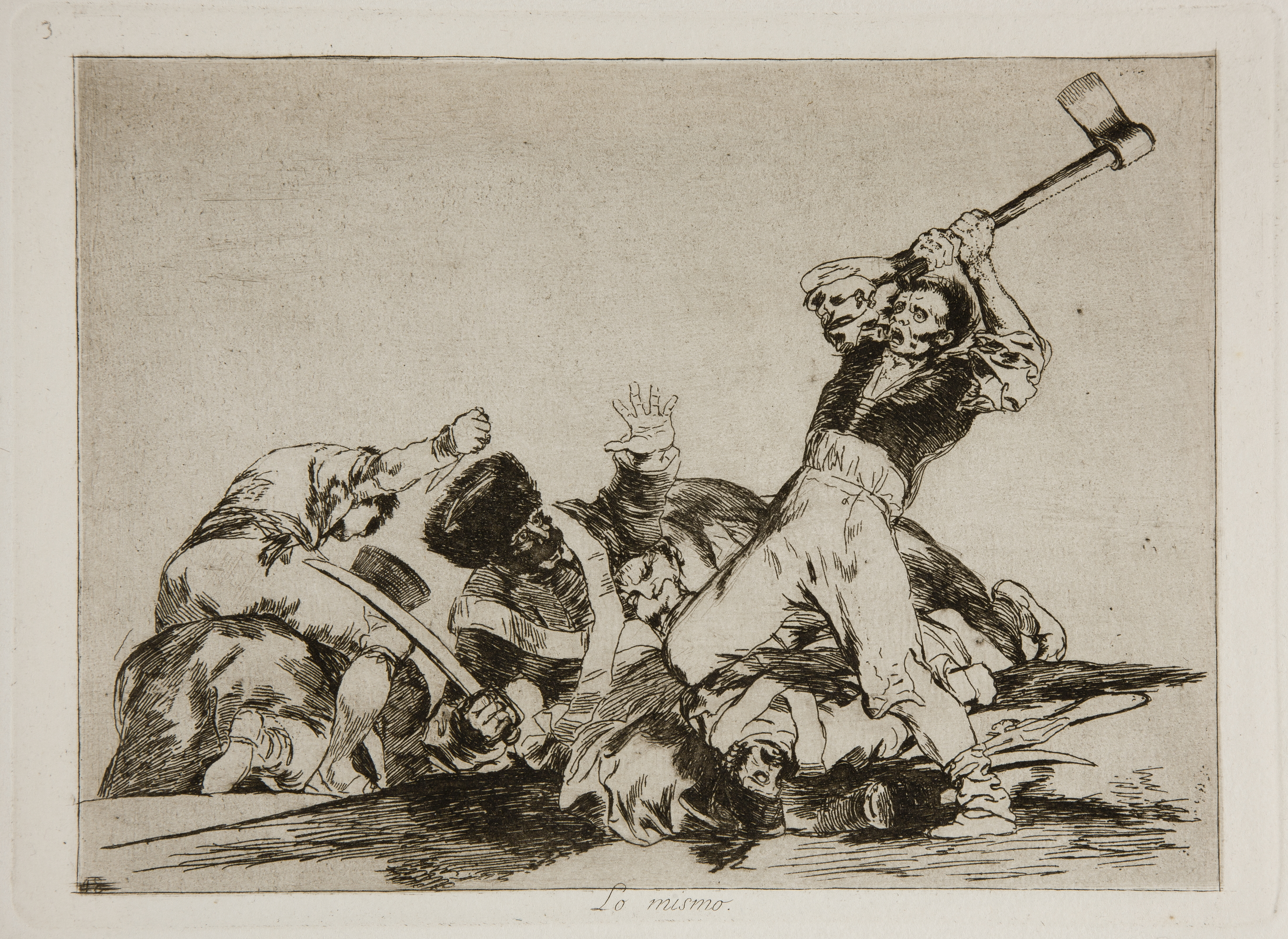
رجل على وشك قطع رأس جندى بفأس.

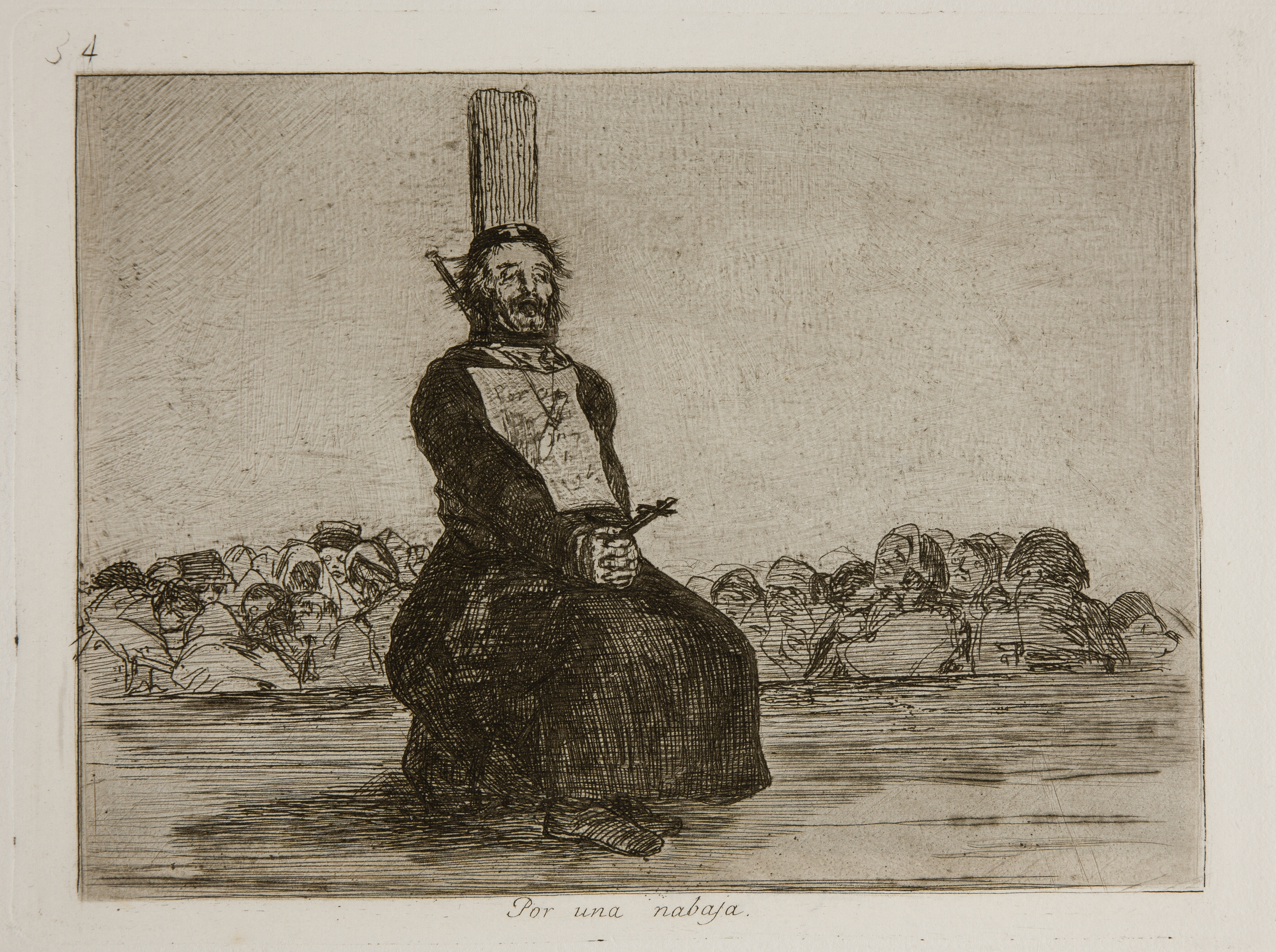
اللوحة 34: كاهن يقبض على صليب بين يديه معلقاً على صدره وصفاً لماذا وقعت جريمة قتله.

كوارث الحرب  (بالأسبانية:Los Desastres de la Guerra)، هي سلسلة من اثنين وثمانين  نقشاً انتجهم الفنان الأسبانى فرانثيسكو غويا(1810-1820). على الرغم من أن غويا لم يعلن عن نواياه من هذه النقوش إلا أن المؤرخين يعرضوهم على أنهم احتجاج مرئى ضد العنف عام (1808). انتفاضة 2 مايو، اللاحقة لحرب شبه الجزيرة الأيبيرية (1808-1814) ونكسة القضية الليبرالية بعد استعادة النظام الملكى (استعادة بوربون) 1814. خلال الصراع بين الأمبراطورية الفرنسية الأولى بقيادة نابليون الأول وإسبانيا أصبح منصب غويا كرسام البلاط الملكى الأول للمملكة الإسبانية واستمر في رسم الصور الشخصية لقادة وحكام إسبانيا وفرنسا. على الرغم من أن غويا قد تأثر تأثيراً عميقاً بالحرب قد احتفظ بأفكاره الشخصية بأعماله الفنية كرد على الصراع وتوابعه. تدهورت صحته وفقد معظم صمعه في سن الاثنين وستين عندما بدأ العمل على النقوش. لم يتم نشرها حتى عام 1863 أي بعد 35 عام من وفاته. فمن المرجح أن ذلك يعد اعتبرها آمنه سياسياً كسلسلة من الأعمال الفنية التي تنتقد كلاً من الأمبراطورية الفرنسية الأولى واستعادة البوربون. لقد تم طبع أكثر من الآف النسخ من السلسلة ثم نسخ أخرى أقل جودة لاحقاً، ومعظم مجموعات غرف الطباعة تحتوى على بعض من هذه النقوش على الأقل.
الاسم الذي يطلق على السلسلة اليوم ليس من اختيار غويا. العنوان المكتوب بخط يده على ألبوم من البراهين إلى صديقه هو: عواقب وخيمة للحرب الأسبانية الدامية مع بونابرت، وغيرها من الأهواء المؤكدة. (بالإسبانية: Fatales consequencias de la sangrienta guerra en España con Buonaparte, Y otros caprichos enfáticos).  وبصرف النظر عن العناوين أو التسميات المعطاة لكل نقش منهم، هذه هي الكلمات الوحيدة المعروفة لغوياً على سلسلة النقش. مع هذه الأعمال إنه يكسر عدد من تقاليد الفن التصويرى. غويا يرفض معظم الفن السابق للبطولات المنمقة للحرب الأسبانية ليظهر تأثير الصراع على حياة الأفراد. بالإضافة إلى ذلك تخلى عن استخدام الألوان من أجل عكس الصورة بشكل أكثر صراحة وبطريقة مباشرة التي وجدها في استخدام الظل والنور.
تم إنتاج سلسلة النقش باستخدام مجموعة متنوعة من تقنيات طباعة النقش الغائر. في الدرجة الأولى استخدام التنميش والخط المائى واستخدام الكلشيهات أيضاً. كما هو الحال مع العديد من مطبوعات غويا الأخرى يشار إليها أحياناً بالمائية، ولكن في الأغلب يشار إليها بالختوم. تعتبر السلسلة في الغالب ثلاث مجموعات والتي تعكس على نطاق واسع ترتيب إنشائها. أول 47 نقش يركزوا على الأحداث من بداية الحرب وتظهر عواقب الصراع على الجنود والمدنيين. السلسلة الوسطى (النقوش من 48 إلى 64) تسجل آثار المجاعة التي ضربت مدريد (1811-1812) قبل تحررها من فرنسا. آخر 17 نقش تعكس خيبة أمل الليبراليين المريرة بعد استعادة البوربون، بتشجيع من التسلسل الهرمي الكاثوليكي، رافضين جمعية كتابة الدستور الإسبانى 1812 معارضين كلاً من الدولة والإصلاح الدينى. منذ نشرهم لأول مرة قد وصفت مشاهد غويا للأعمال الوحشية والمجاعات والإهانة والإذلال «الازدهار الهائل للغضب»  فضلاً عن «عمل من الذاكرة لا يعرف الصفح». التسلسل الطبيعى الذي تكشف عنه اللوحات قد يؤدى البعض لرؤية الصورة متشابهه في طبيعتها للتصوير الفوتوغرافى.

## الخلفية التاريخية
أعلن نابليون الأول نفسه القنصل الأول للجمهورية الفرنسية يوم 18 فبراير 1799، وتم تتويجه كإمبراطوراً عام 1804. كانت سيطرت إسبانيا على البحر الأبيض المتوسط شيئاً هاماً بالنسبة لفرنسا سياسياً واستراتيجياً. كان يعتبر تشارلز الرابع ذو السيادة الإسبانية غير فعال دولياً  وكان منصبه مُهدداً في ذلك الوقت بسبب ولى العهد الأمير فرديناند المؤيد لولى العهد البريطانى. استغل نابليون مكانة تشارلز الرابع الضعيفة واقترح الغزو على البرتغال وستقسم الغنائم بالتساوى بين فرنسا وإسبانيا. رئيس وزراء إسبانيا مانويل دي جودوي الذي من المفترض أن يحصل على لقب «أمير الجرف» قد تم خداعه بالعرض الفرنسى وقبل به، وفشل في كشف الدوافع الحقيقية وراء كلا من نابليون وفرديناند اللذان اعتزموا استخدام الغزو كحيلة للاستيلاء على السلطة في إسبانيا.

لوحة الثالث من مايو 1808 جنبا إلى جنب إلى لوحة الثانى من مايو 1808 سعى غويا لإحياء ذكرى المقاومة الإسبانية ضد جيوش نابليون اثناء احتلال 1808. وقد تم انتاج اللوحتين معاً 1814 في حين أن السلسلة كانت مازلت تحت الطباعة.

تحت ستار تعزيز الجيوش الإسبانية، دخلت 23000 من جنود القوات الفرنسية إسبانيا بالتزكية في نوفمبر 1807. حتى بعد أن انكشفت نواياهم في فبراير 1808 إلا أن قوات الاحتلال واجهت القليل من المقاومة التي لا تذكر بجانب بعض الأحداث المنعزلة على مستوى مناطق متفرقة. في عام 1808، Mutiny of Aranjuez، وبتحريض من أنصار فرديناند-شهدت القبض على جودوي تاركين لتشارلز خياراً واحداً وهو التنازل عن العرش. فعل ذلك في 19 مارس 1808، مما يسمح لابنه في وراثة العرش كفرندياند السابع. قد سعى فرندياند للحماية الفرنسية  ولكن اعتقد كلا من نابليون وقائده الرئيسي، المارشال يواكيم مورات، أن إسبانيا سوف تستفيد من الحكام الذين كانوا أكثر تقدما وكفاءة من البوربون. قرروا أن شقيق نابليون جوزيف بونابرت، ينبغي أن يكون ملكاً. تحت ذريعة الوساطة، استدعى نابليون تشارلز وفرديناند إلى بايون، فرنسا، حيث أنهم أجبروا على التخلي عن حقهم في العرش لصالح جوزيف.

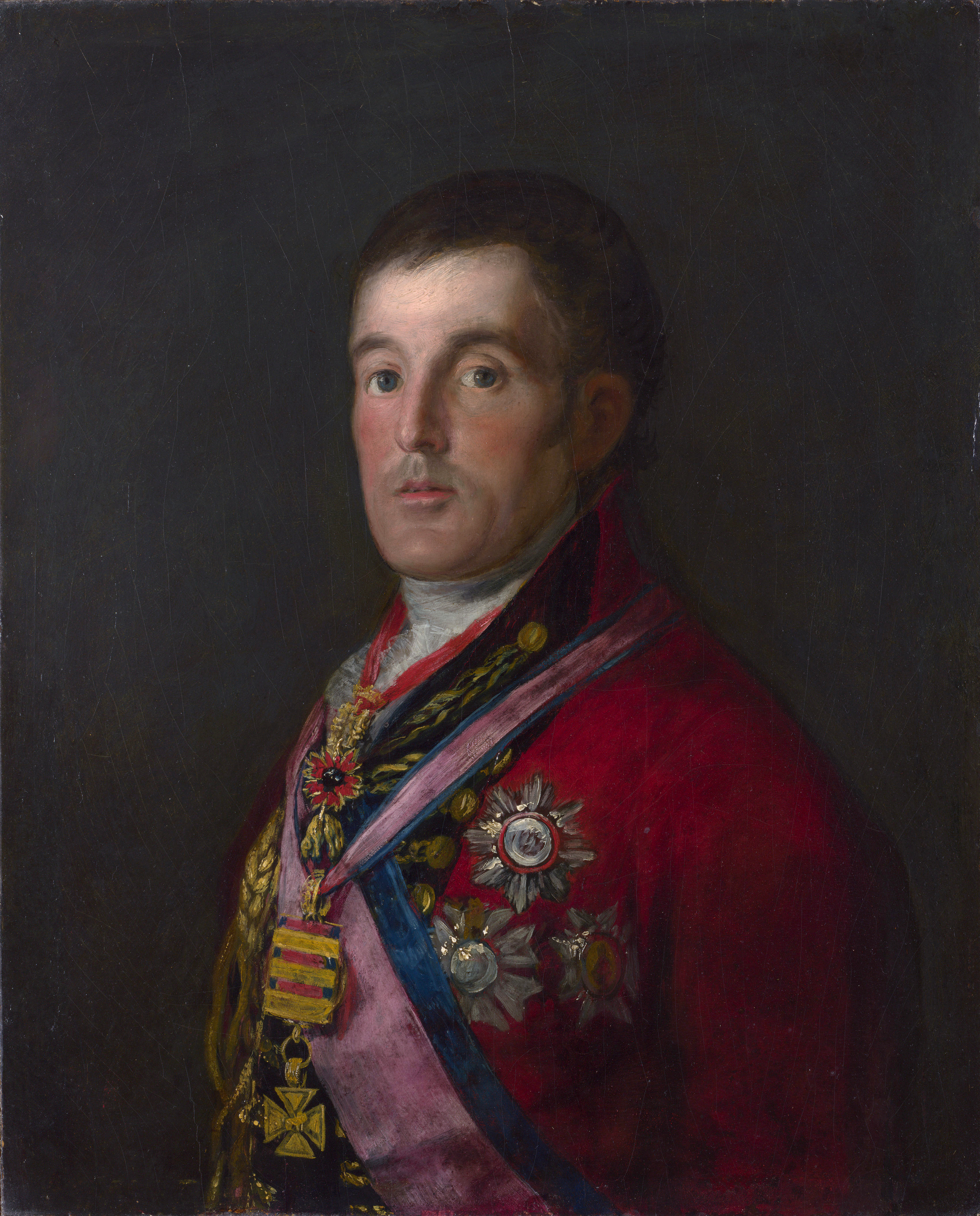
فرانثيسكو غويا، صورة دوق ولينغتون (1812-1814) خلال حرب شبه الجزيرة، بريطانيا، بقيادة ويلينغتون، تحارب بالنيابة عن إسبانيا ضد حراس نابليون والجيش الفرنسي الامبراطوري.

كباقى الليبراليين الإسبان قد تُرك غويا في موقف صعب بعد الغزو الفرنسى. فقد أيد الأهداف الأولى للثورة الفرنسية وأعرب عن أمله أن من شأنها مساعدة إسبانيا على التحرر من النظام الإقطاعى لتصبح علمانية ذات نظام سياسى ديموقراطى. كان هناك اثنين من الصراعات التي تخاض في إسبانيا: المقاومة ضد التهديد الفرنسي، والصراع الداخلي بين تحديث المُثل الليبرالية وما قبل الطبقة الحاكمة السياسية آن ذاك.أصبحت الفجوة الأخيرة أكثر وضوحاً وترسخت الأختلافات أكثر متبوعة بانسحاب فرنسا في نهاية المطاف.
العديد من أصدقاء غويا بما فيهم الشعراء خوان ميليندز فالديس ولياندرو فرنانديث دى موراتين كانوا أنصار علنيين ومعاونين لفرنسا وجوزيف بونابرت (بالأسبانية: Afrancesado). احتفظ غويا بمنصبه كرسام البلاط الملكى حيث كان حلف اليمين لجوزيف بونابرت لازما ومع ذلك كان لديه شعور غريزى بعدم الميول نحو السلطة  فقد شهد مباشرة إخضاع مواطنيه للقهر على يد القوات الفرنسية. خلال هذه السنوات رسم القليل من الصور الشخصية لبعض الرموز من جميع الأحزاب، من ضمنها لوحة استعارية لجوزيف بونابرت (1810)وأخرى لويلينغتون (1812-1814) وأخرى لجنرلات فرنسا وإسبانيا. في الوقت نفسه كان يعمل غويا على المخططات التي من شأنها أن تشكل سلسلة النقش «كوارث الحرب». زار العديد من مواقع المعارك حول مدريد ليشهد المقاومة الأسبانية. اللوحات النهائية من السلسلة هي شهادة على ما وصفه بقطع أوصال إسبانيا(بالأسبانية: el desmembramiento d'España)

## اللوحات
توافق مؤرخى الفن على نطاق واسع على أن كوراث الحرب تنقسم إلى ثلاث مجموعات موضوعية: الحرب، والمجاعة، والرموز السياسية والثقافية. يعكس هذا الترتيب أيضاً على نطاق واسع التسلسل التي صُنعت به هذه اللوحات. تم تأريخ القليل من اللوحات أو الرسومات، بدلاً من ذلك قد تم إنشاء تسلسلهم الزمنى بتحديد الحوادث المحددة التي تشير إليها اللوحات  ودفعات مختلفة من اللوحات المستخدمة التي تسمح للتكهن بالتلسلسل. بالنسبة للجزء الأكبر، يتناسب ترقيم غويا مع هذه الأساليب الأخرى. ومع ذلك هناك استثناءات عدة. على سبيل المثال، لوحة رقم 1 كانت من بين اللوحات التي تم الانتهاء منها، بعد انتهاء الحرب.
ظهر تعاطف غويا مع المدافعين الإسبان في بداية لوحات مجموعة الحرب. عادة ما تظهر هذه الصور الوطنيين يواجهون الغزاة المجهولون بضراوة الذين يعاملوهم بقسوة شديدة. مع تقدم السلسلة يصبح التمييز بين الإسبان والأمبرياليين غامض. في لوحات آخرى، من الصعب التعرف إلى أي مخيم تنتمى الجثث المشوهة. تسأل بعض العناوين عمداً عن النوايا لكلا الطرفين، على سبيل المثال،(بالأسبانية: Con razon ó sin ella)قد تعنى (بسبب أو بدون سبب)أو (بالحق أو بالباطل) أو (من أجل شئ أو من أجل اللاشئ). يلاحظ الناقد فيليب شو أن الغموض ما زال قائماً في المجموعة الأخيرة من اللوحات، قائلاً أنه لا يوجد تمييز بين «الأبطال المدافعين عن الوطن وأنصار الوحشية من أفراد النظام السابق». قد تم عرض العديد من الترجمات الإنجليزية لعناوين اللوحات. في كثير من الحالات، تم فقدان السخرية وخصوصاً الغموض الساخر والتلاعب بالأمثال الأسبانية التي وُجدت في عناوين غويا الأصلية التي اختارها بعناية.

### الحرب

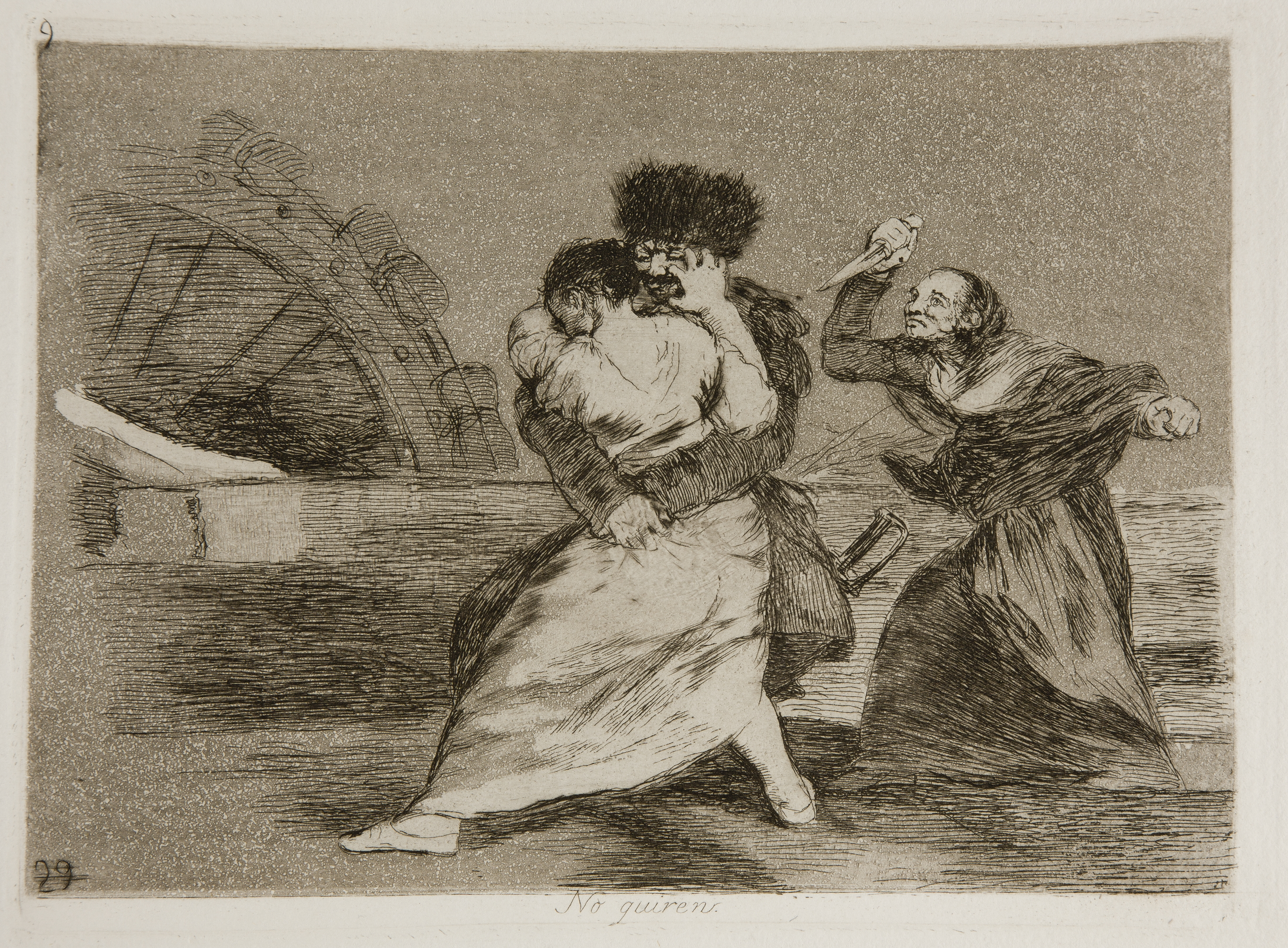
لوحة رقم 9: إنهم لا يريدون (بالإسبانية: No quieren) امرأة عجوز تملك سكينا في الدفاع عن فتاة شابة تعرضه للاعتداء على يد جندي.
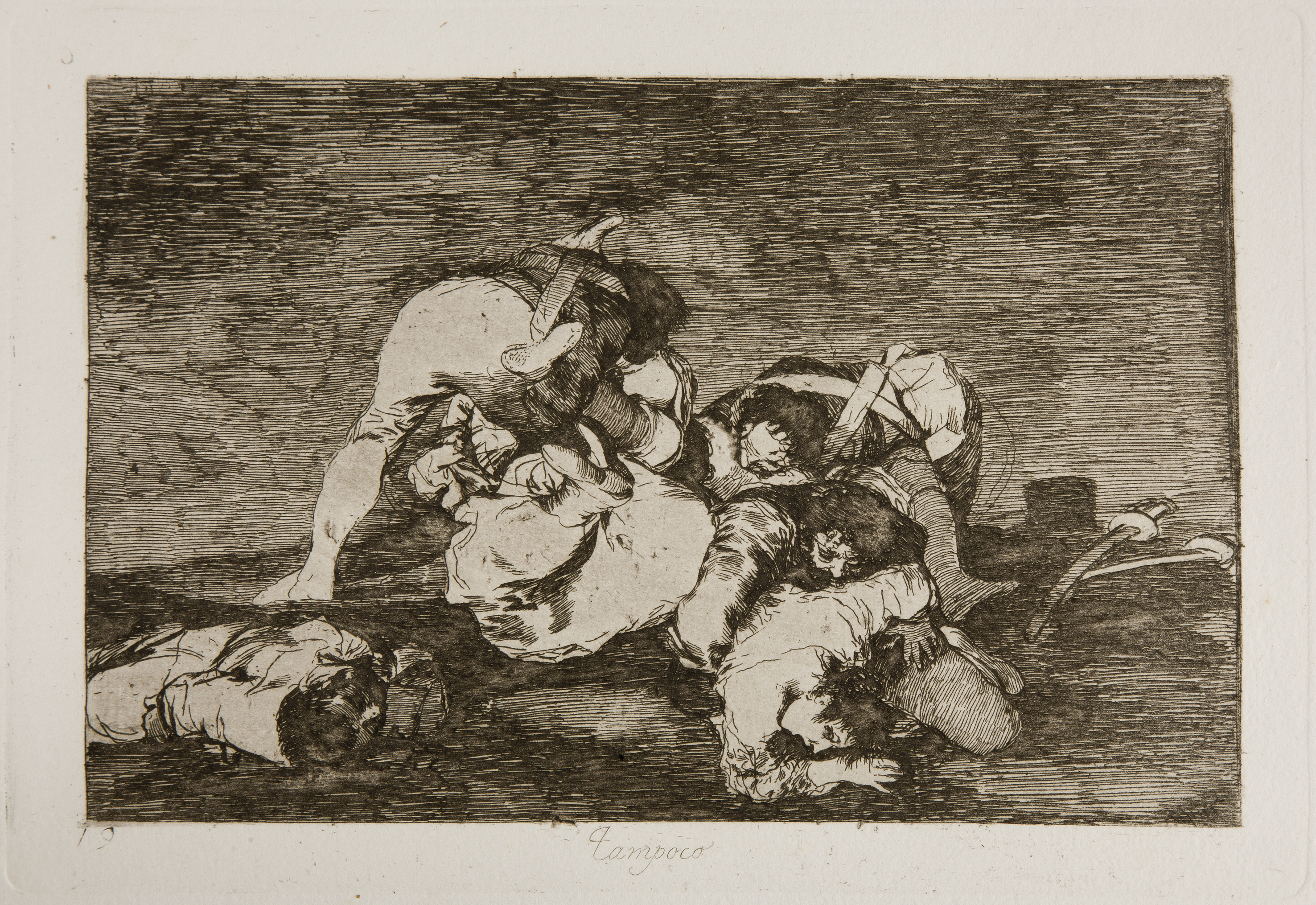
لوحة رقم 10: لا (بالإسبانية: Tampoco) عادة كانت النساء الإسبانيات ضحايا الاعتداء والاغتصاب.
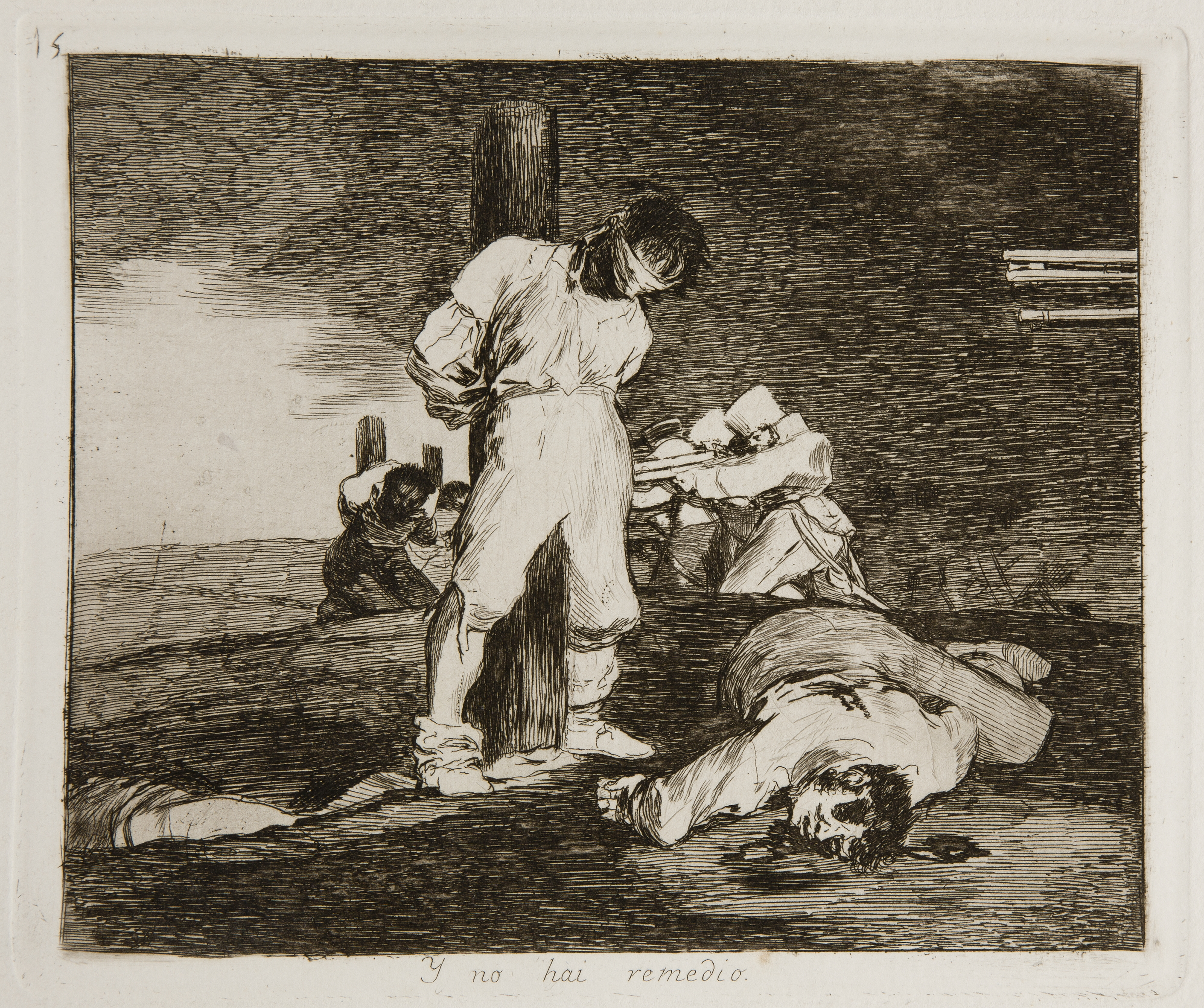
لوحة رقم 15: ليس هناك علاج (بالإسبانية: Y no hay remedio) السجناء الذين تم إعدامهم من قبل فرق إطلاق النار، ذكرى الثالث من مايو 1808.
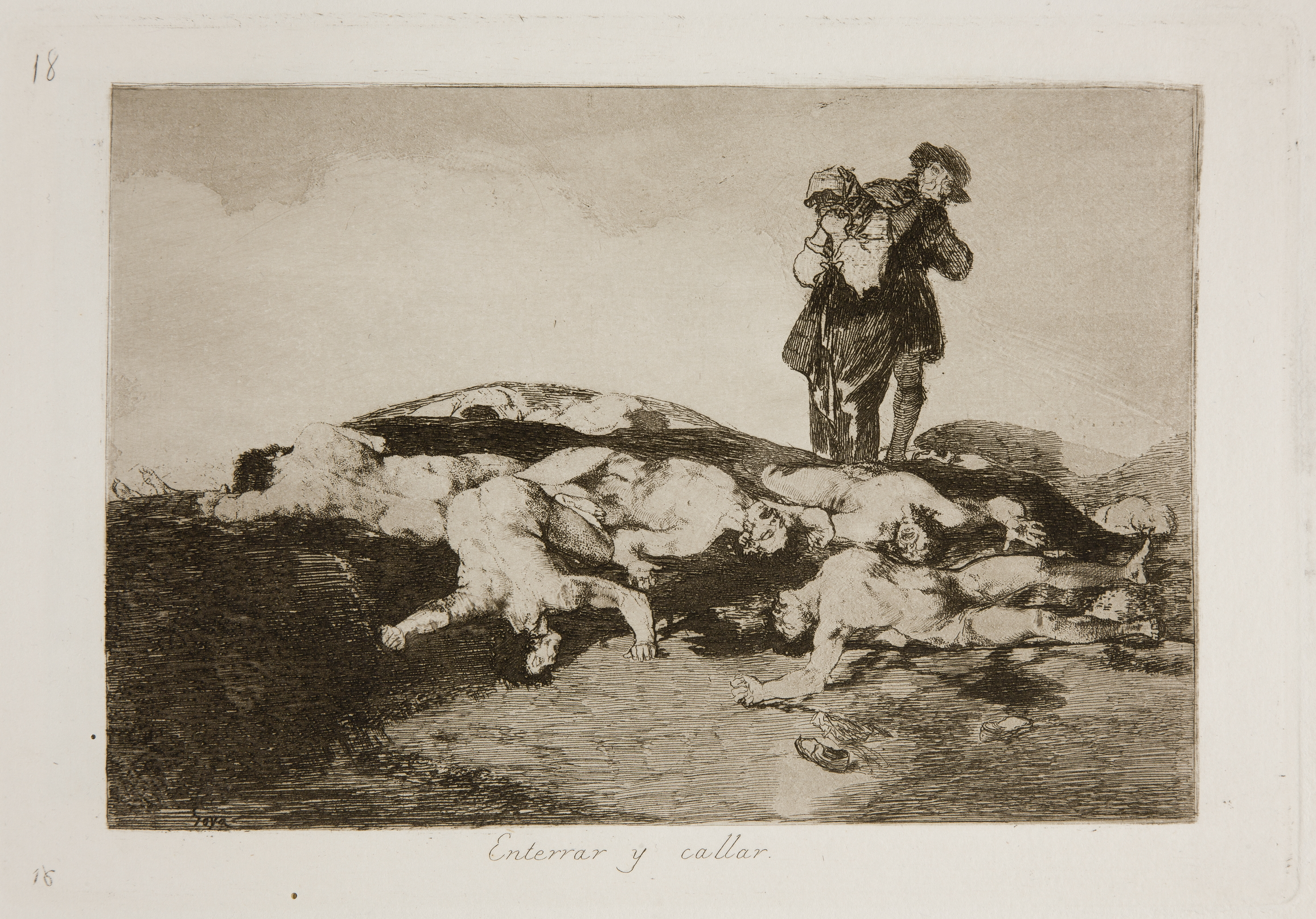
لوحة رقم 18: (بالأسبانية: Enterrar y callar) الأعمال الوحشية و التجويع وإهانة الإنسان توصف ك" الازدهار الهائل للغضب")."

تتكون اللوحات من 1 إلى 47 من تصوير واقعى لأهوال الحرب ضد الفرنسيين. تصور معظمها أعقاب الحرب. يحتوا على جذوع مشوهة وأعضاء بشرية على الأشجار كشظايا نحت رخامى. كلا من القوات الفرنسية والإسبانية عذبوا الأسرى: والدليل على مثل هذه الأفعال قد ذُكرت بتفاصيل دقيقة عبر عدد من لوحات غويا. قد تم تصوير قتل المدنيين أيضاً بالتفصيل. عادة ما كانت النساء الإسبانيات ضحايا الاعتداء والاغتصاب. غالباً ما كان يتبع المدنيون الجيوش إلى مشاهد المعركة. إذا فاز جانبهم، فإن النساء والأطفال في ساحة المعركة يبحثوا عن أزواجهم وآبائهم وأبنائهم. إذا خسروا، هربوا خوفا من التعرض للاغتصاب أو القتل. في اللوحة رقم plate 9 إنهم لا يريدون (بالإسبانية: No quieren) امرأة عجوز تملك سكيناً في الدفاع عن فتاة شابة تعرضت للاعتداء على يد جندي.

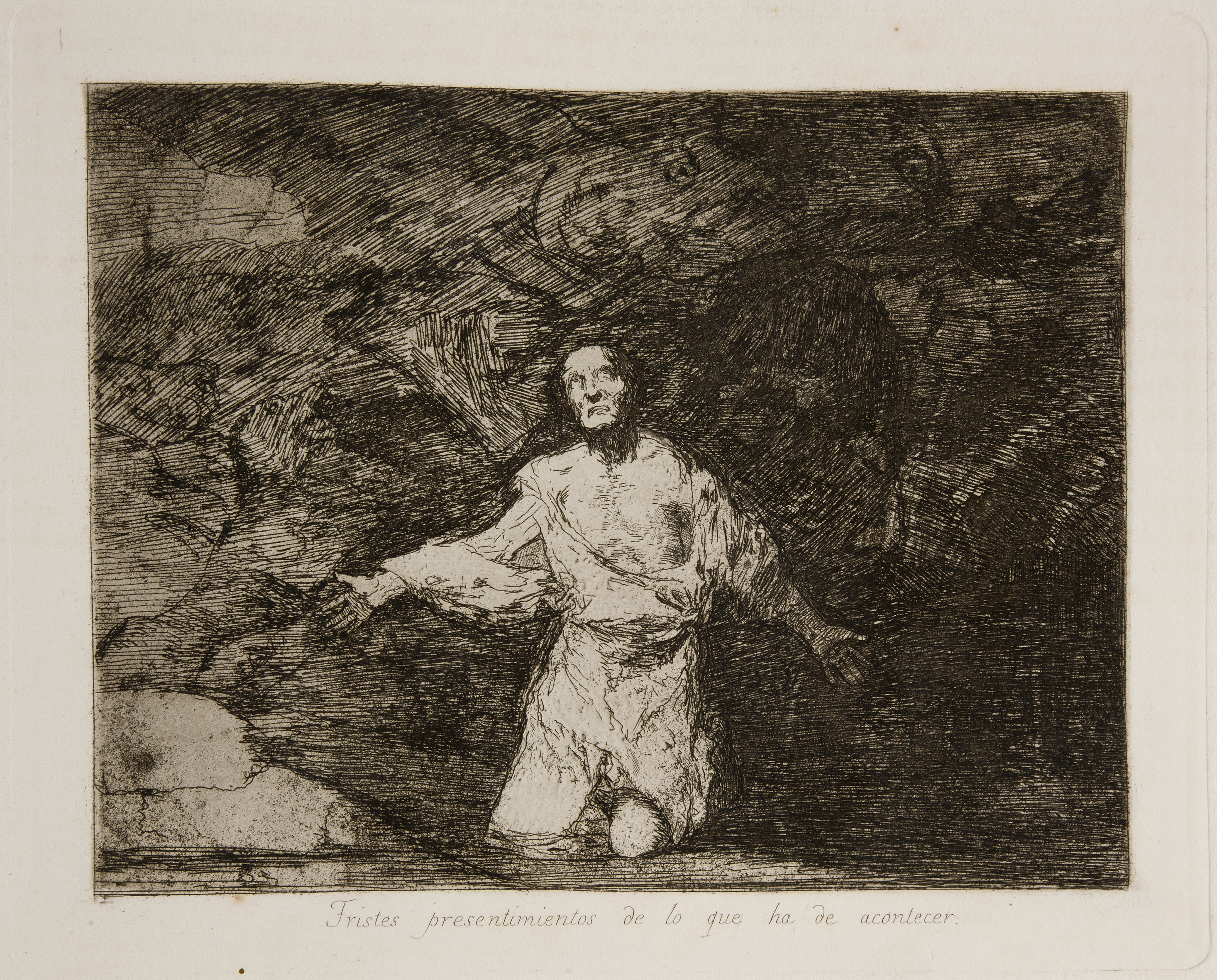
لوحة 1: هواجس حزينة لما يبدو (بالإسبانية: Tristes presentimientos de lo que ha de acontecer) هذه اللوحة في الحقيقة كان من المفترض أن تكون مع المجموعات الأخيرة في إنشأها.

تبدأ المجموعة بلوحة هواجس حزينة لما يبدو (بالإسبانية: Tristes premoniciones de lo que ha de acontecer)رجل يسجد في الظلام بأيدى ممدودة. تصف اللوحات التالية القتال مع الفرنسيين. والتي وفقاً للناقد الفنى فيفيان رينور تم تصويرهم «نوعاً ما كقوزاق يستخدموا الحربة في قتل المدنيين» في حين يستخدم الإسبان «الفأس في قتل الفرنسيين.»  تركز اللوحات من 31 إلى 39 على الأعمال الوحشية وقد تم إنتاج نفس الدفعة من اللوحات في مجموعة المجاعة. وتستند اللوحات الآخرى على الرسومات التي أكملها غويا في مجلته الدورية في دراسته التي فحص بها موضوع علاقة الجسد الغريب بأيقونات الذين تم تعذيبهم واستشهادهم. في رسمتهلا يممكننا النظر إلى ذلك(1814-1824) درس فكرة إهانة الجسد المقلوب مع وجود الشفقة والمأساة. كما فعل مع التأثيرات الكوميدية في لوحة تمثال عرض الملابس القشى(1791-1792).
على عكس معظم الفن الإسبانى السابق، رفض غويا فكرة وجود الرمز البطولى المثالى. رفض التركيز على الأفراد المشتركيين: على الرغم من أنه رسم من العديد من المصادر الكلاسيكية إلا أن أعماله تصور بوضوح الأبطال أنهم ضحايا مجهوله بدلاً من وطنيين معروفيين. والاستثناء هو لوحة رقم 7: يالها من شجاعة! (بالإسبانية: Que valor!) التي تصور أوجستينا من أراجون (1786-1857) بطلة سرقسطة التي أحضرت الطعام لرجال المدفعية عند جدران المدينة الدفاعية أثناء الحصار الذي توفي فيه 54,000  من الإسبان. عندما تم قتل جميع رجال المدفعية، أطلقت أوجستينا المدافع بنفسها. على الرغم من أن المتفق عليه أن غويا لم يمكنه مشاهدة هذه الأحداث إلا أن روبرت هيوز يعتقد أن غويا في زيارته لسرقسطة خلال الهدوء بين المرحلة الأولى والمرحلة الثانية من الحصار ألهمته لإنتاج سلسلة النقش «كوارث الحرب».

### المجاعة

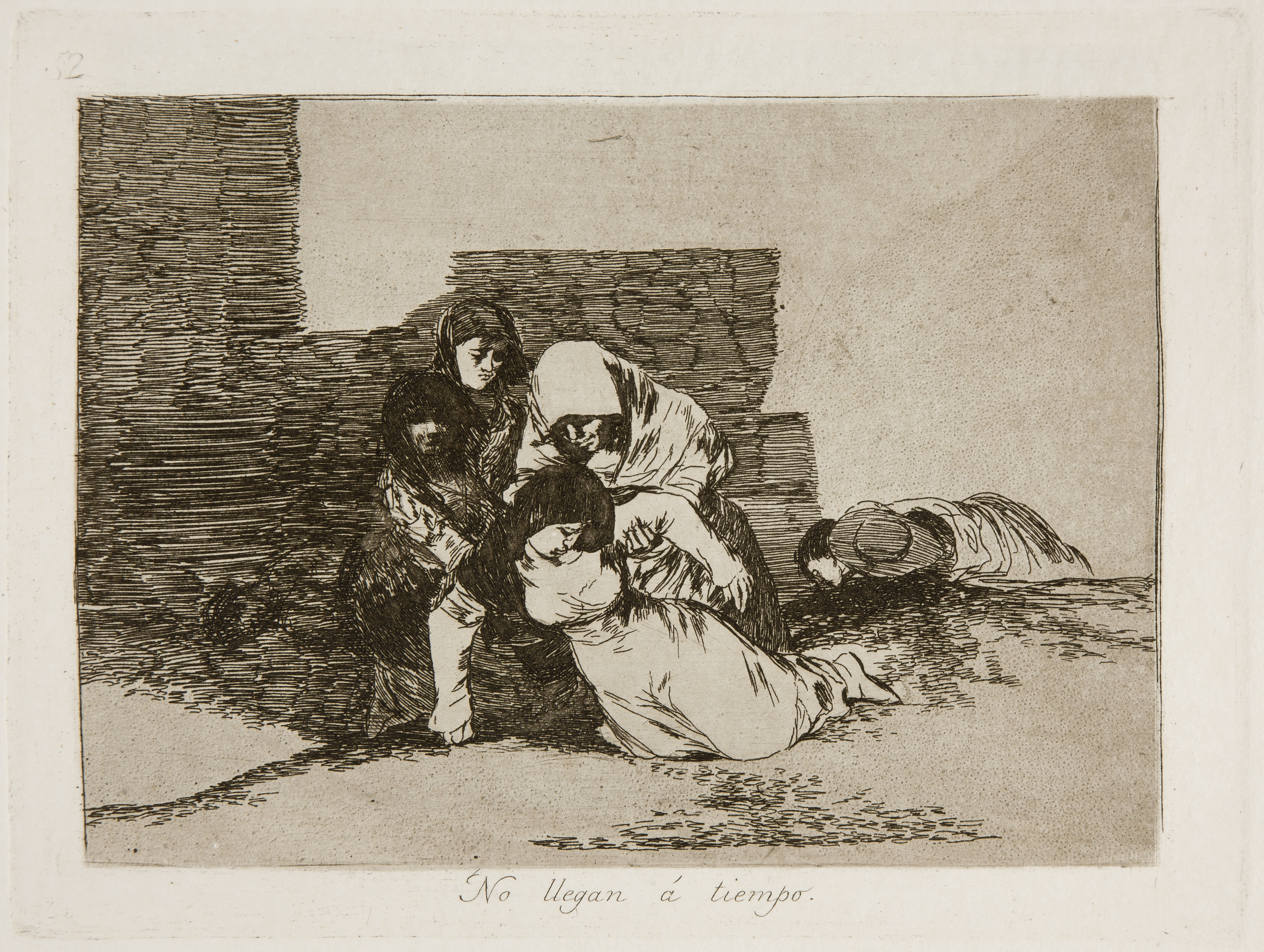
لوحة 52: لم يصلوا في الوقت المحدد(بالإسبانية: No llegan a tiempo) امرأتين، واحدة مع طفل في ذراعيها، يجتمعون وراء أنقاض مبنى لوضع امرأة ثالثة على الأرض لترتاح.
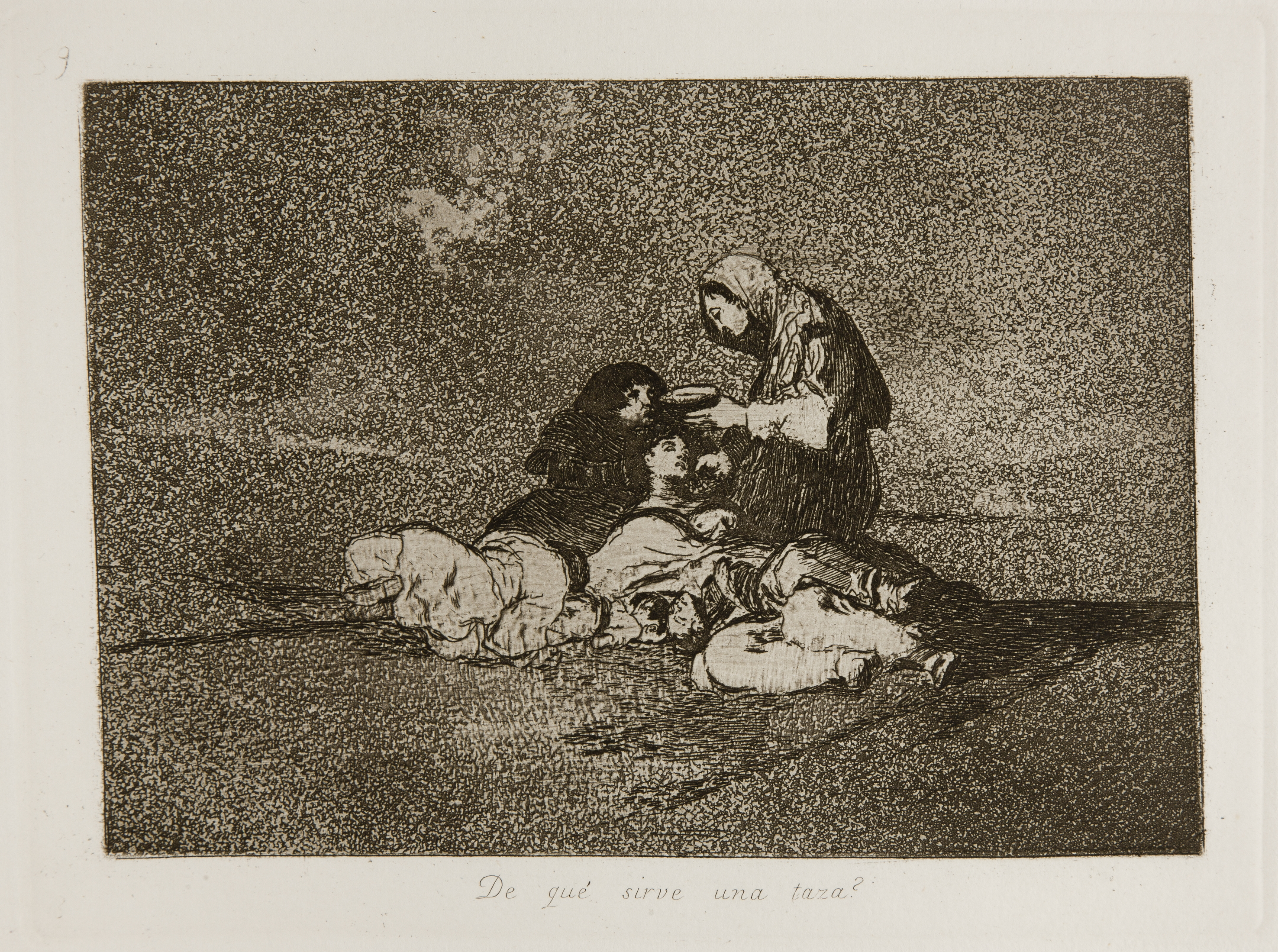
لوحة 59: وما فائدة هذا الفنجان؟! (بالإسبانية: De qué sirve una taza?!) امرأتين جائعتين مستلقيتين على الأرض، واحدة على وشك الموت بينما امراة ثالثة تجلس على ركبتيها تقدم لها كوب ماء.
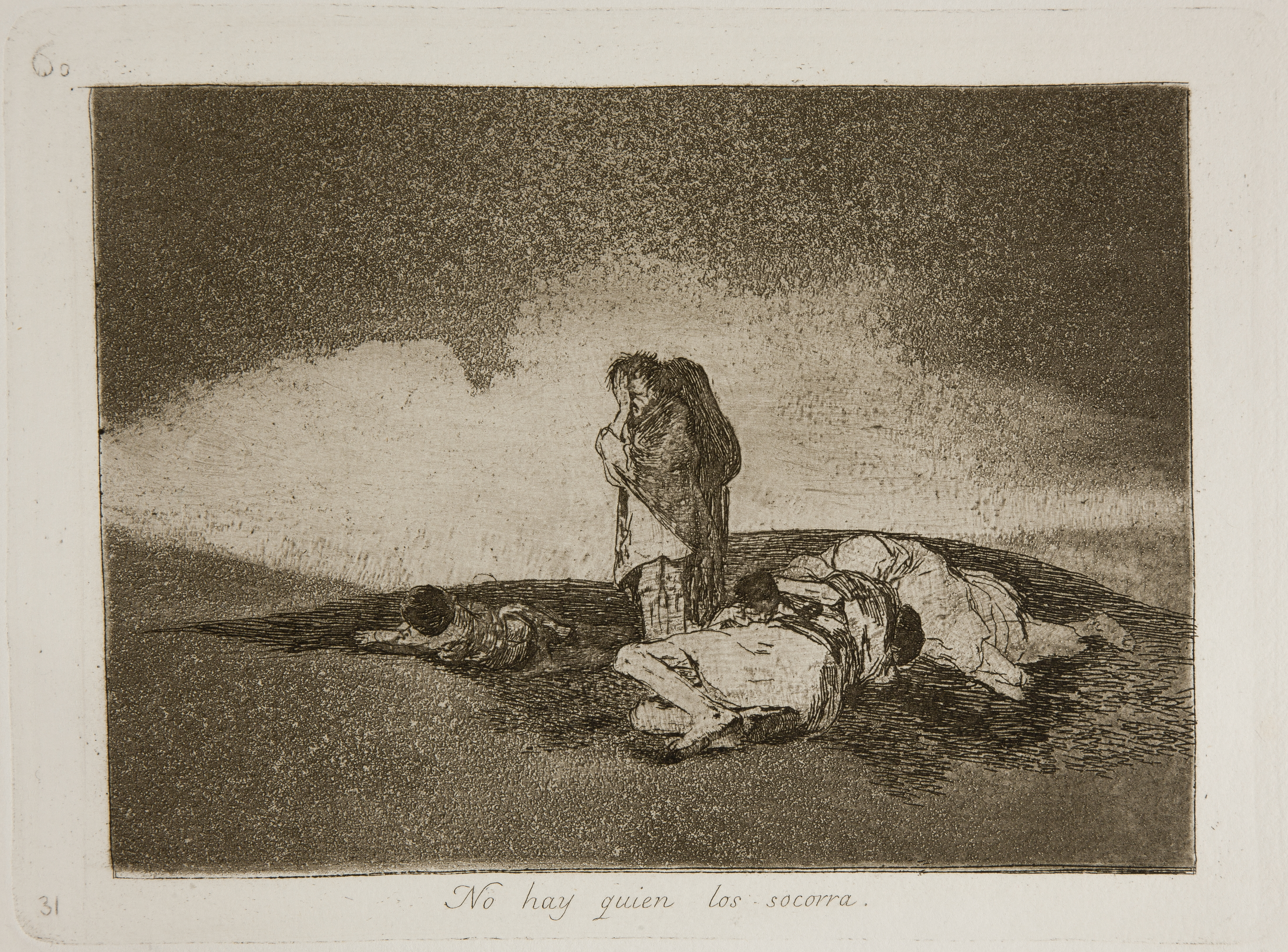
لوحة 60: لا يوجد أحد لينقذهم (بالإسبانية:No hay quien los socorra) تقع ثلاث نساء قتلى على تلة وشخصية وحيدة تبكيهم في حزن شديد.
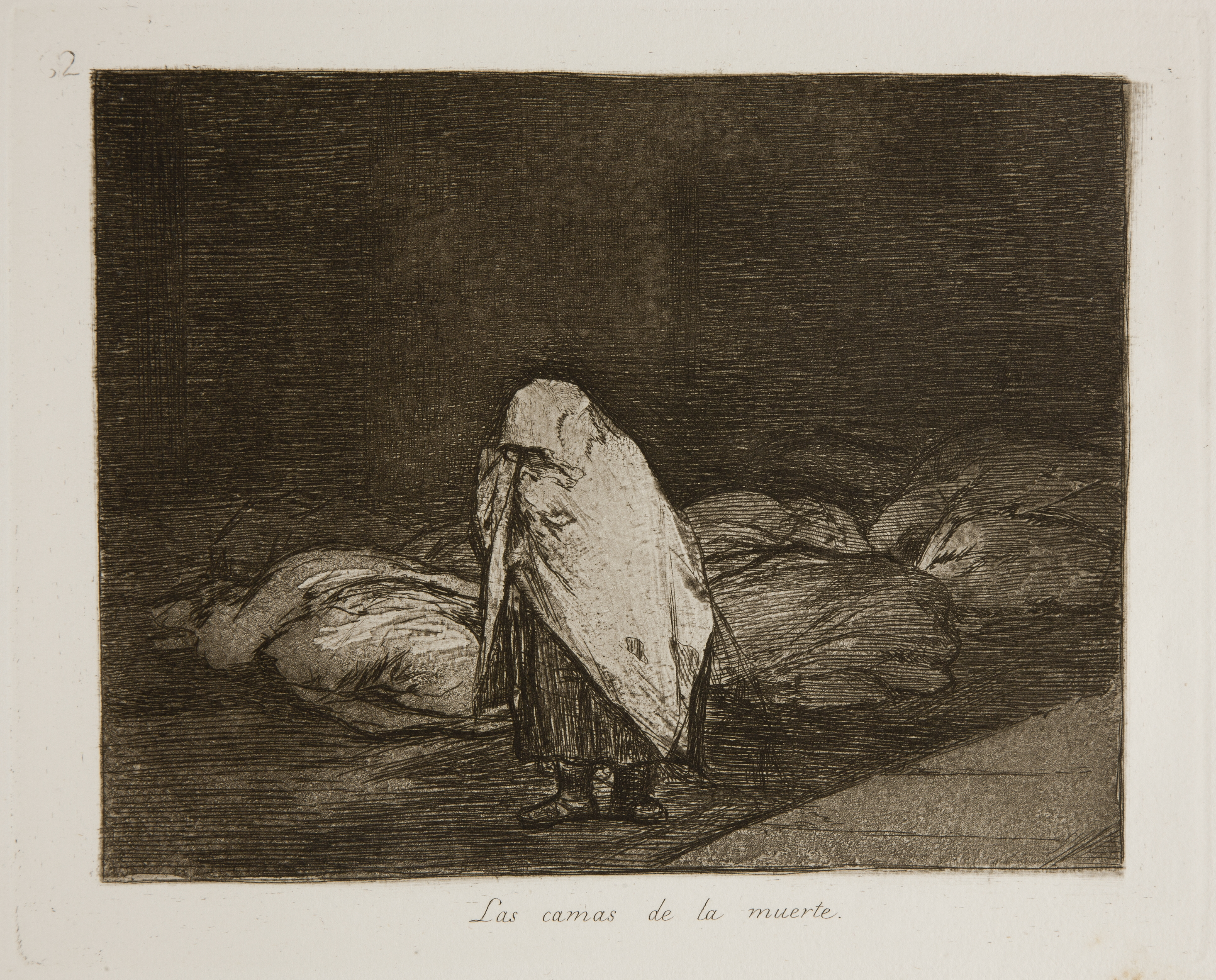
لوحة 62: أسُّرة الموت (بالإسبانية: Las camas de la muerte) امرأة تمضي بين عشرات الجثث الملفوفة تنتظر الدفن.

المجموعة الثانية، اللوحات من 48 إلى 64 تصف بالتفصيل المجاعة التي عصفت بمدريد من أغسطس 1811 إلى ما بعد أن حررت جيوش ويلنغتون المدينة في أغسطس 1812. المجاعة قتلت 20,000 شخص في المدينة في ذلك العام. في هذه اللوحات، تم توجيه تركيز غويا بعيدا عن المشاهد العامة لذبح أناس مجهولون، وأناس غير محاذاية في أماكن غير معروف اسمها بإسبانيا. تحول نحو أحداث رعب محددة تتكشف في مدريد. كانت مجاعة نتيجة لعوامل كثيرة. على سبيل المثال، اعترض الغزاة الفرنسيين ومقاتلى الإسبان وقطاع الطرق الطرقات والممرات إلى المدينة مما يعوق توفير الغذاء.
لم يركز غويا على أسباب هذا النقص ولم يلقي باللوم على أحد الأطراف. على الرغم من ذلك، اهتم بتأثيرها على العامة. على الرغم من أن الصور في هذه المجموعة استندت على تجربة مدريد، أي من الصور صورت أحداث معينة، وليس هناك مبانى محددة لتحدد المشهد. تركيز غويا على الجماهير المظلمة من الجثث الميتة والآخرى التي بالكاد على قيد الحياة ويحمل الرجال جثث النساء وأطفال يتامى يبكون فقدان آبائهم. يعتقد هيوز أن اللوحة 50: الأم التعيسة (بالإسبانية: Madre infeliz) هي الأقوى والأكثر تأثيرا من بين المجموعة. يقترح أن المسافة بين البنت الصغيرة وجثة والدتها التي تبكيها يمثل «الظلام الذي يبدو جوهر الخسارة واليُتم». على الأرجح تم الانتهاء من هذه المجموعة ببداية 1814. ربما شكلت ندرة المواد خلال مجموعة المجاعة التطبيق الحر للخط المائى في هذه الطبعات. اضطر غويا في بعض الأحيان إلى استخدام لوحات معيبة وإعادة استخدام لوحات قديمة بعد أن تصقل.

### البوربون ورجال الدين

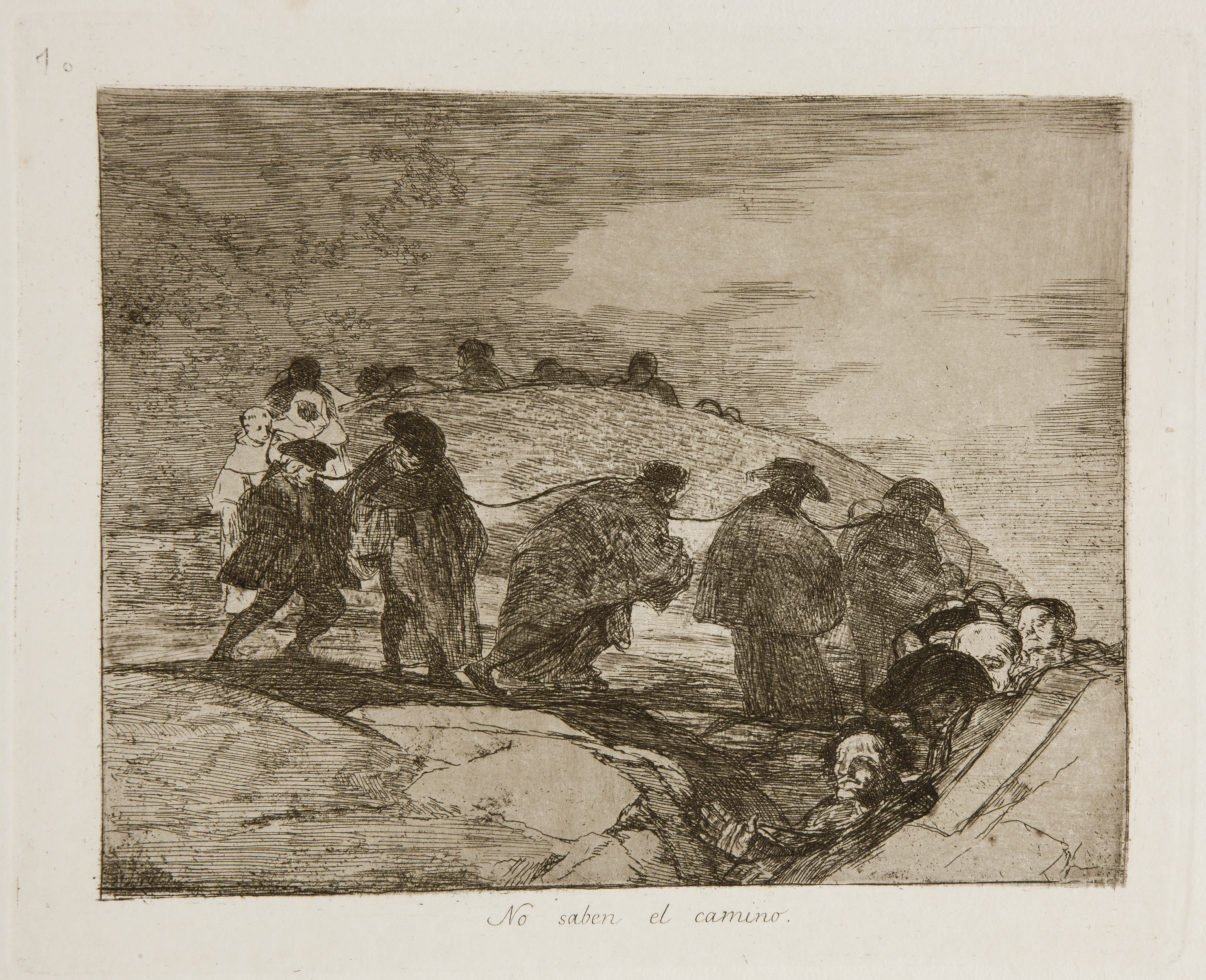
لوحة 70: إنهم لا يعرفون الطريق(بالإسبانية: No saben el camino) سلسلة طويلة من السجناء الذكور تمتد على مسافة طويلة مقيدين جميعهم بحبل واحد يعبروا جبل ريفى.
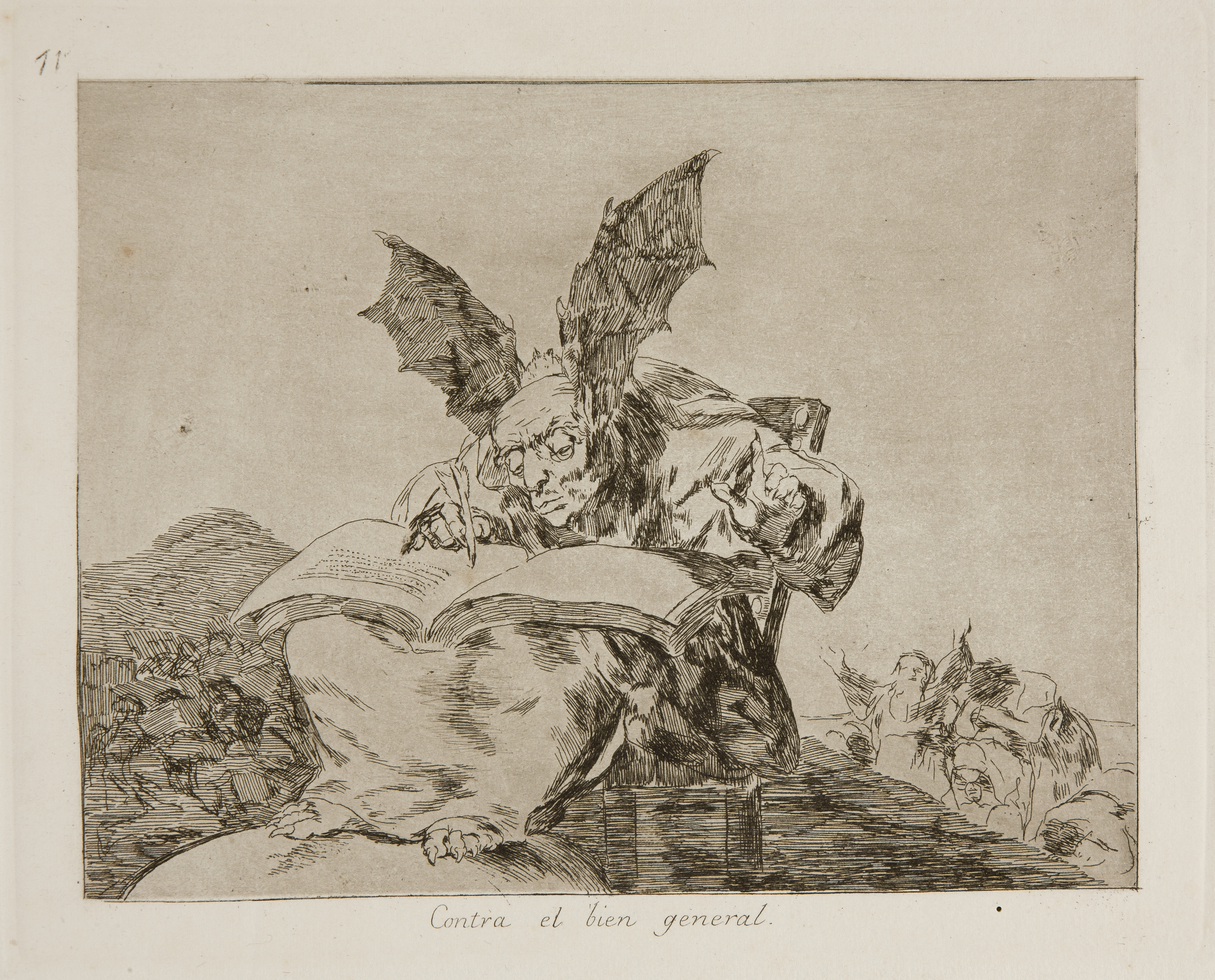
لوحة 71: ضد الصالح العام(بالإسبانية: Contra el bien general)يجلس شيطان وحشى مجنح على صخره يكتب كتاباً، ربما يكون كتاب القدر أو كتاب الشر.
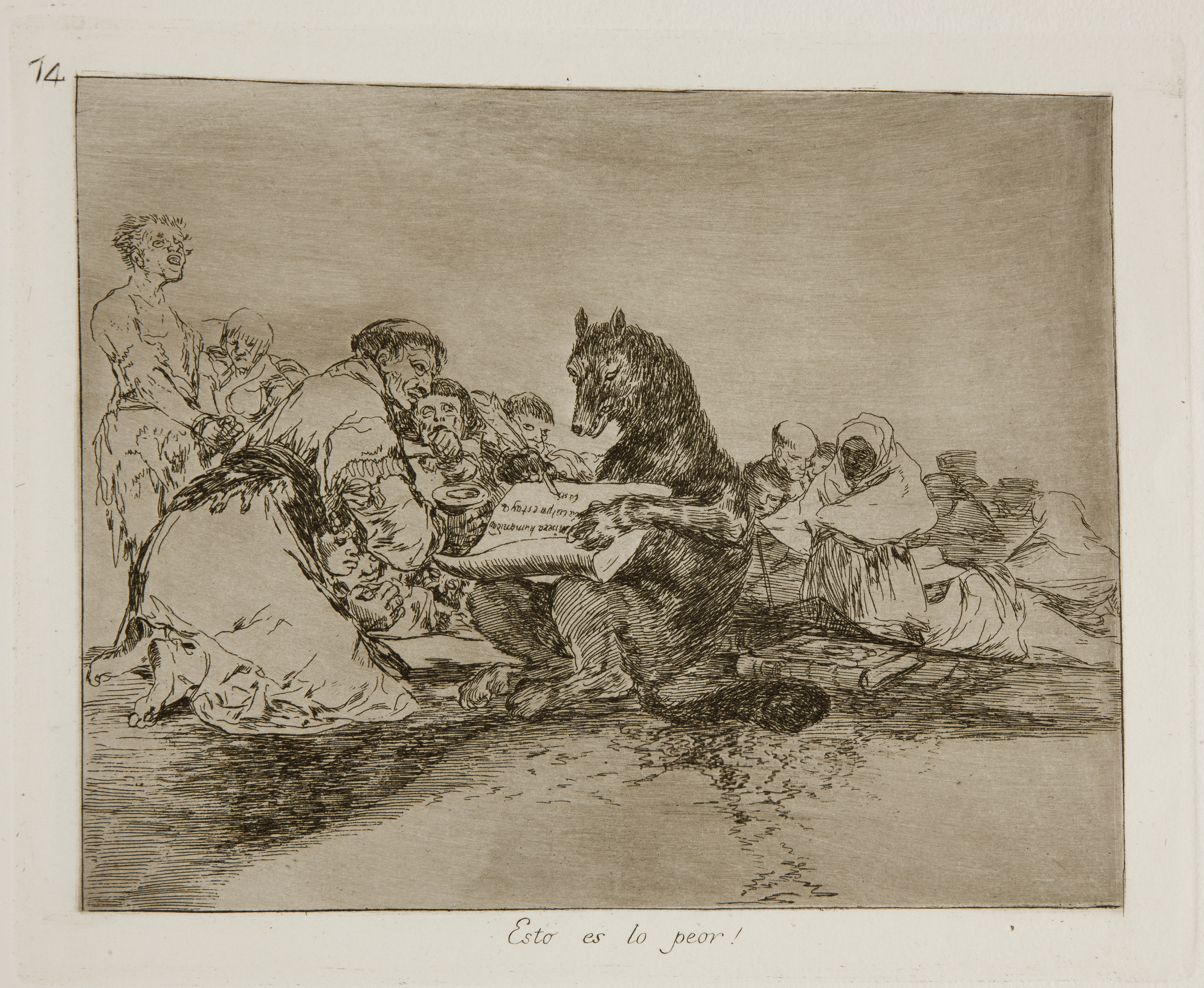
لوحة 74: هذا هو الأسوأ(بالإسبانية: Esto es lo peor!) يكتب ذئب أوامر في قائمة على ركبته وبجانبه رهبان يعطون أوامرهم لسلسلة طويلة من الناس الجوعى الفقراء.
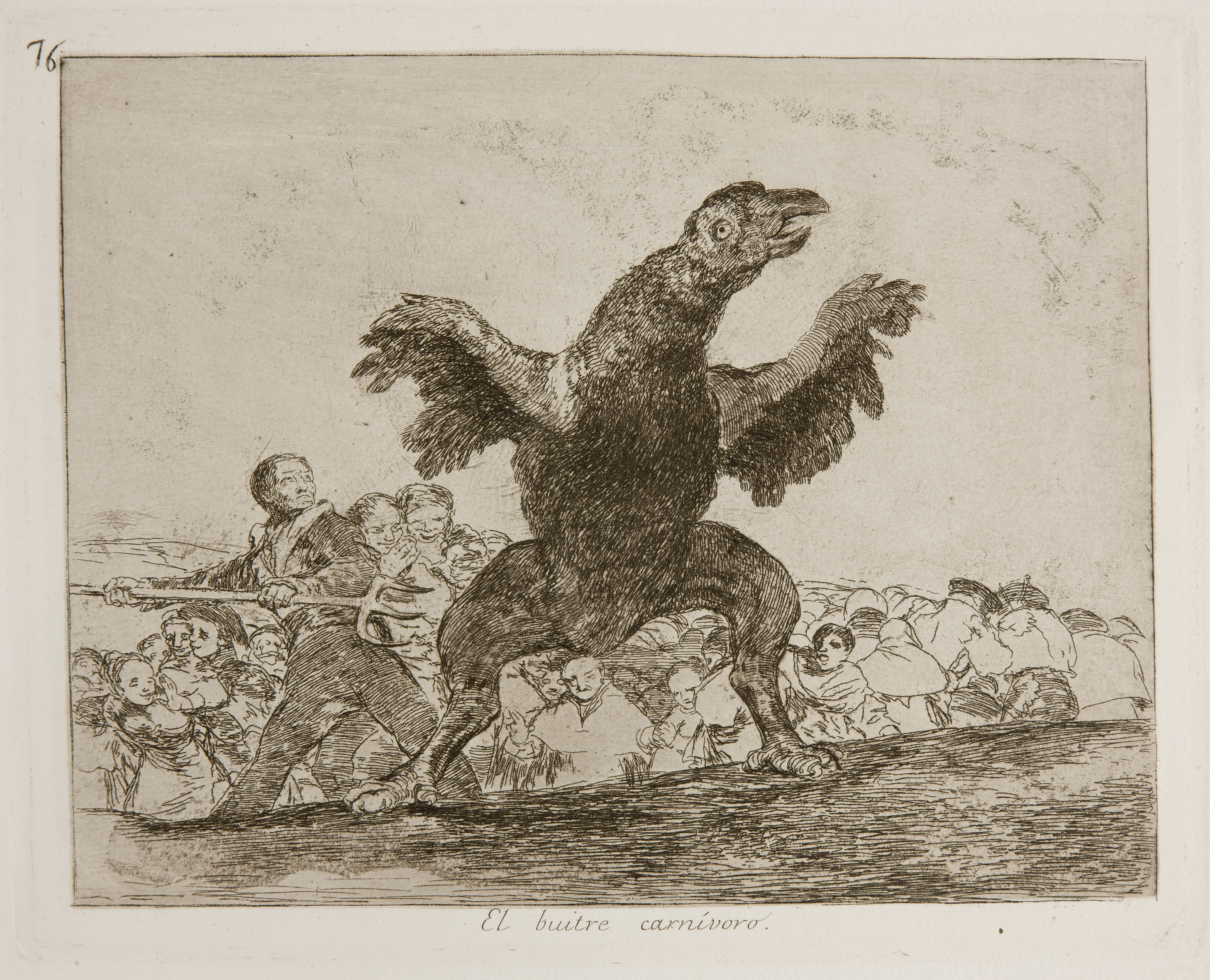
لوحة 76: الصقر اكل لحوم البشر(بالإسبانية: El buitre carnívoro) سلسلة طويلة من الناس يطاردون طائر عملاق.

تم تسميت اللوحات من 65 إلى 82 "خلال الأهواء" ("الأهواء المؤكدة) في العنوان الأصلى. تم الانتهاء منها ما بين 1813 و 1820 وتغطى سقوط فرندياند السابع والعودة إلى السلطة. تتكون من مشاهد استعارية تنتقد السياسات ما بعد الحرب الإسبانية، بما في ذلك محاكم التفتيش الإسبانيةوقضايا التعذيب الشائعة آنذاك. على الرغم من الترحيب بالسلام إلا أنه انتج بيئة سياسية كانت بطريقة ما أكثر قمعاً من قبل. خنق النظام الجديد آمال الليبراليين مثل غويا، الذي استخدم مصطلح "عواقب وخيمة" لوصف الوضع كعنوان لسلسلة النقش. يشير هيوز للمجموعة ب"كوارث السلام".

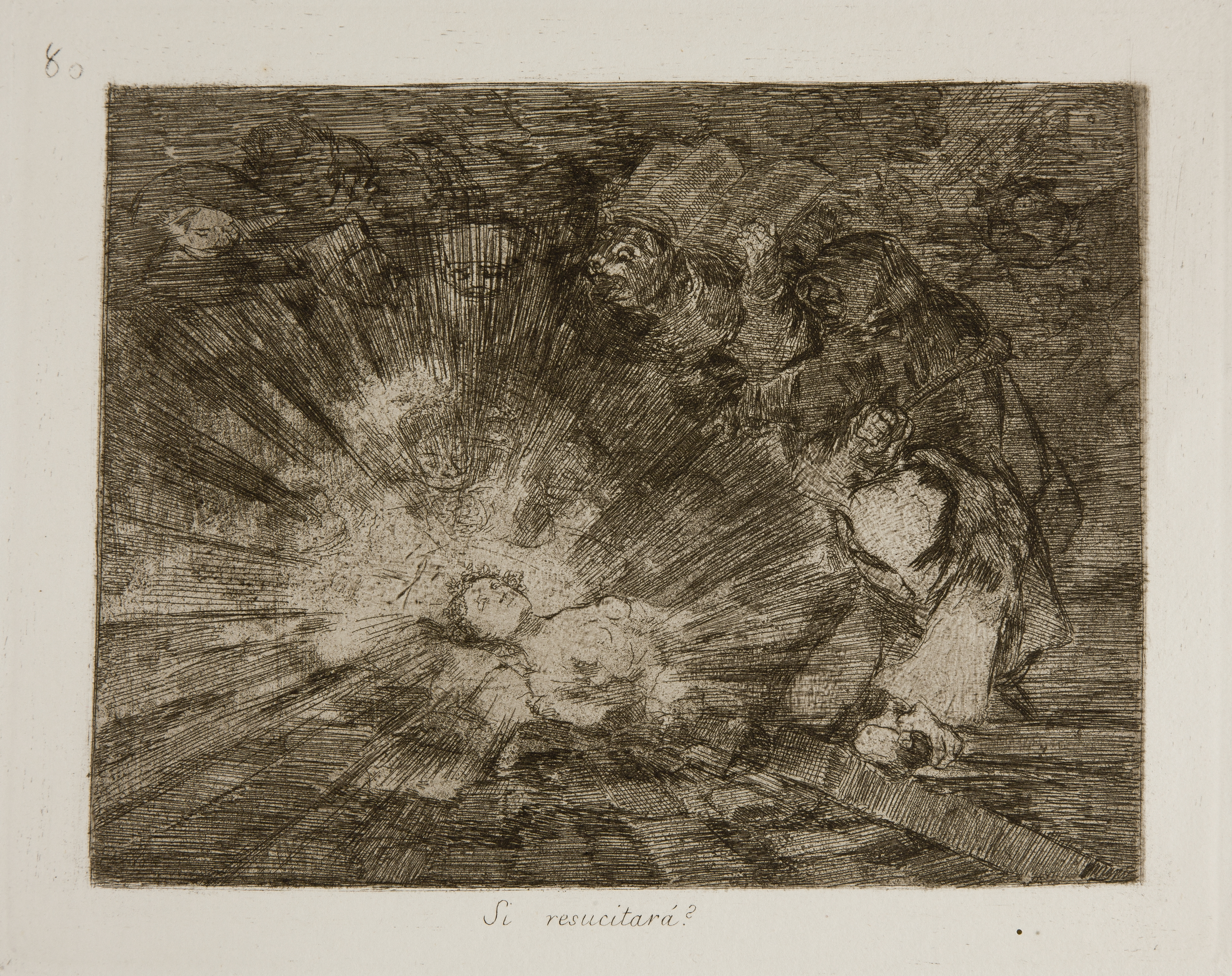
لوحة 80: هل ستعود للحياة مرة آخرى؟ (بالإسبانية: Si resucitará?) الرمز هى "الحقيقة"، من اللوحة 79. تُظهر إمراة مُلقاة على ظهرها، استحمت في هالة من الضوء قبل تجمع الغوغاء من الرهبان المقنعيين بينما شخص ملثم يضرب الأرض بسلاح

بعد مرور ستة أعوام من الملكية المطلقة بعد عودة فرندياند للعرش في 1 يناير 1820، بدأ رافائيل ديل رييغو تمرد عسكرى بقصد استعادة دستور 1812. بحلول مارس، تم إجبار الملك على الموافقة ولكن بحلول سبتمبر 1823، بعد فترة من عدم الاستقرار ازال الغزو الفرنسى بدعم من تحالف القوى الكبرى الحكومة الدستورية. لم يتم الانتهاء من الطبعات الأخيرة حتى بعد استعادة الدستور، ومع ذلك انتهوا بالتأكيد قبل مغادرة غويا إسبانيا مايو 1824. يجعل توازنهم من التشاؤم والتفاؤل من الصعب ربطهم مباشرة للحظات محددة من هذه الاحداث المتسارعة.
تعود الكثير من هذه اللوحات إلى الأسلوب الهزلى المتوحش الذي تم رؤيته من قبل في مجموعة غويا «نزوات» (بالإسبانية: Caprichos). اللوحة 75: فرقة من المشعوذين (بالإسبانية: Farándula de charlatanes) تظهر كاهنا برأس ببغاء يؤدى أمام جمهور من الحمير والقردة. في اللوحة 77: البابا يمشى على حبل مشدود تم «تصغيره بحكمه» من أجل كاردينال أو أسقف في الطبعة التي تم نشرها عام 1863. بعض الطبعات تظهر بعض المشاهد الحيوانية التي تبدو أن تم رسمها من قصة شعربة ساخرة من أعمال جيوفانى باتيستا كاتسى، تم نشرها بالإيطالية عام 1802: من يوم (مزرعة الحيوانات). في اللوحة 74: يمثل الذئب وزيراً تم نقله من الخرافة «الإنسانية البائسة، هي خطأك»- ويوقع باسم كاتسى. الطبعة «تضع اللوم على الحكام 'الوحشية على الضحايا' وقبولهم بذلك».

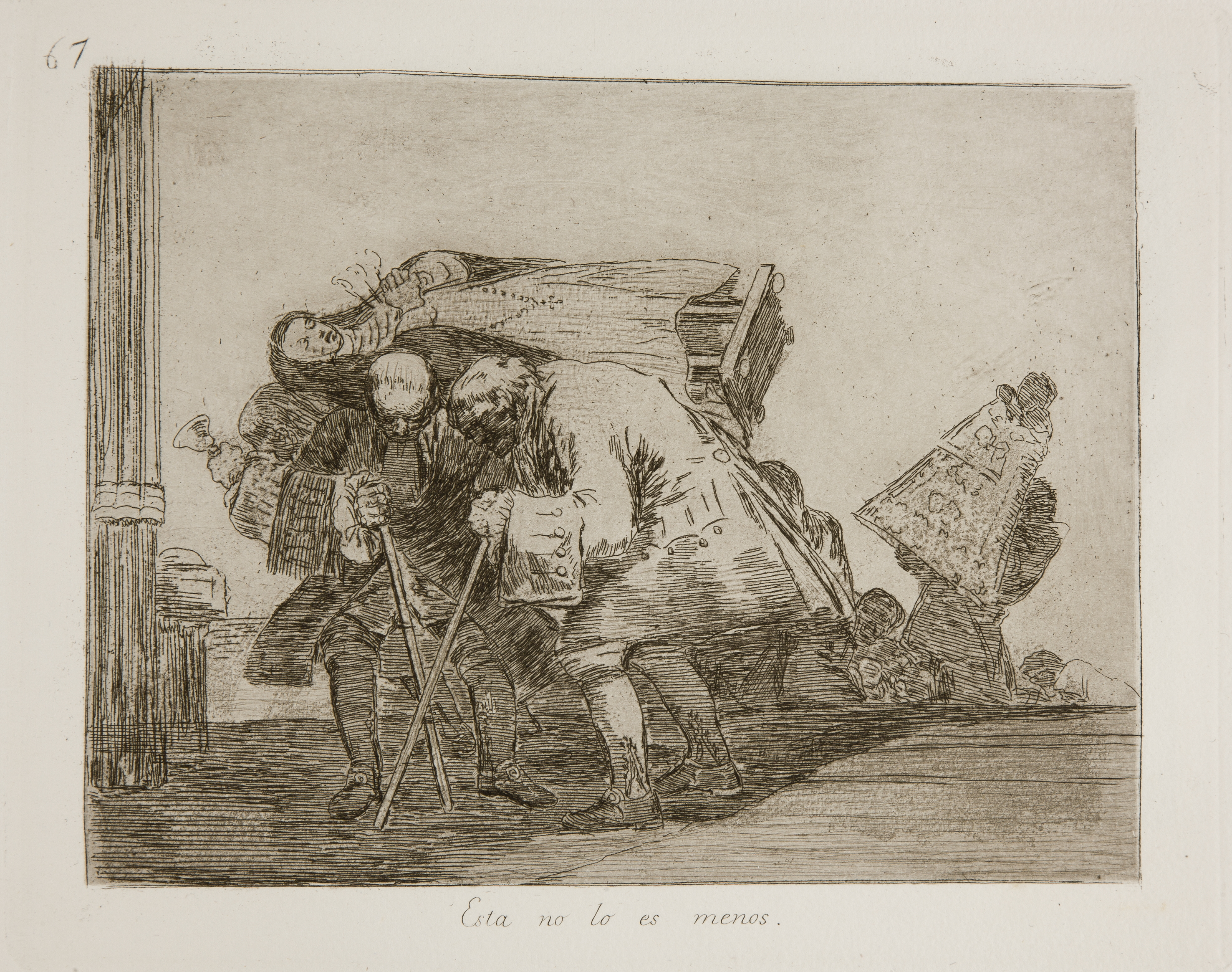
اللوحة 67: هذه ليست أقل فضولاً؟(بالإسبانية: Esta no lo es menos?)

 تكشف عدد من لوحات هذه المجموعة عن وجود شكوك تجاه عبادة الأصنام من صور دينية. هناك حالات في المجموعة حيث الأيقونة المسيحية في وقت مبكر، خاصة في التماثيل والصور الموكبية، لقد تم تشويههم والإساءة إليهم. اللوحة 67: هذه ليست أقل فضولاً؟ (بالإسبانية: Esta no lo es menos?) تظهر تمثالين يحملهم اثنان من رجال الدين المنحنيين. تم التعرف على أحد التمثالين ك "عذراء العزلة". في صورة غويا لم يتم حمل التمثال عمودياً في موكب الانتصار، إلى حد ما تقع مسطحة وغير وقورة على ظهر رجلين في الغالب جاثميين على ركبتيهم. يظهر أفقياً، فقد الموضوع هالته وأصبح موضوع عادى من مواضيع كل يوم المعتادة. كتب كلا من النقاد الفنيين فيكتور ستويتكيتا وآن مارى "إنه في واقع الأمر هو المخلوع، صورة المخلوع، جرد من صلاحياته ودلالاته". قال غويا مقولة عامة: "إن محاولات الكنيسة لدعم واستعادة البوربون كانت "خادعة، منذ كان ما اقترحته لا شئ سوى توقير من نموذج فارغ" 
انتهت الطبعة المنشورة من «كوارث الحرب» كما بدأت بصورة واحدة شخصية لشخص يتعذب. تظهر آخر لوحتان امرأة ترتدى إكليلا، يقصد به تجسيداً لإسبانيا أو الحقيقة أو دستور 1812 - الذي رفضه فرندياند في عام 1814. في اللوحة 79: قد ماتت الحقيقة (بالإسبانية: Murió la Verdad)، تقع ميتة. في اللوحة 80: هل ستعود للحياة مرة آخرى؟(بالإسبانية: Si resucitará?) تظهر ملقاة على ظهرها مع الثديين مكشوفين، تستحم في هالة من الضوء قبل مجموعة من «الرهبان والوحوش». في اللوحة 82: هذا هو الطريق الصحيح (بالإسبانية: Esto es lo verdadero) تظهر مرة أخرى عارية الصدر وعلى ما يبدو تمثل السلام والفيض. هنا، تقع أمام الفلاحين.

## إعدام
نجت العديد من لوحات غويا التحضيرية، خاصة المصنوعة من الطباشير الأحمر، وتم ترقيمها بشكل مختلف عن المطبوعات المنشورة. انتج غويا ألبومين من البراهين- من بين العديد من انطباعات البراهين الفردية- قد اكتمل واحد فقط من الألبومين. يحتوى الألبوم الكامل على 85 عملاً، من ضمنهم «الثلاثة الأسرى» 1811 واللذين ليسوا جزءاً من المجموعة. أعطى غويا نسخة من الألبوم الكامل، الآن في المتحف البريطاني، لصديقه خوان أجوستين ثيان بيرموديث . تحتوى هذه النسخة على صفحة عنوان تم نقشها بيد غويا، وتم توقيعها على حواف الصفحات، وتحتوى على أرقام وعناوين للطبعات مكتوبة بخط غويا. تم نسخها على اللوحات عند إعداد الطبعة للنشر في 1863. ومن ثم، تم نقل 80 لوحة إلى (أكاديمية سان فرناندو الملكية للفنون الجميلة)، وقد كان غويا مديرا لها لفترة من الزمن، عن طريق ابن غويا، خافيير- الذي خزنهم في مدريد بعد أن غادر والده إسبانيا. عادت اللوحتان 81 و 82 إلى المجموعة بالأكاديمية في 1870، ولم يتم نشرهم حتى 1957.

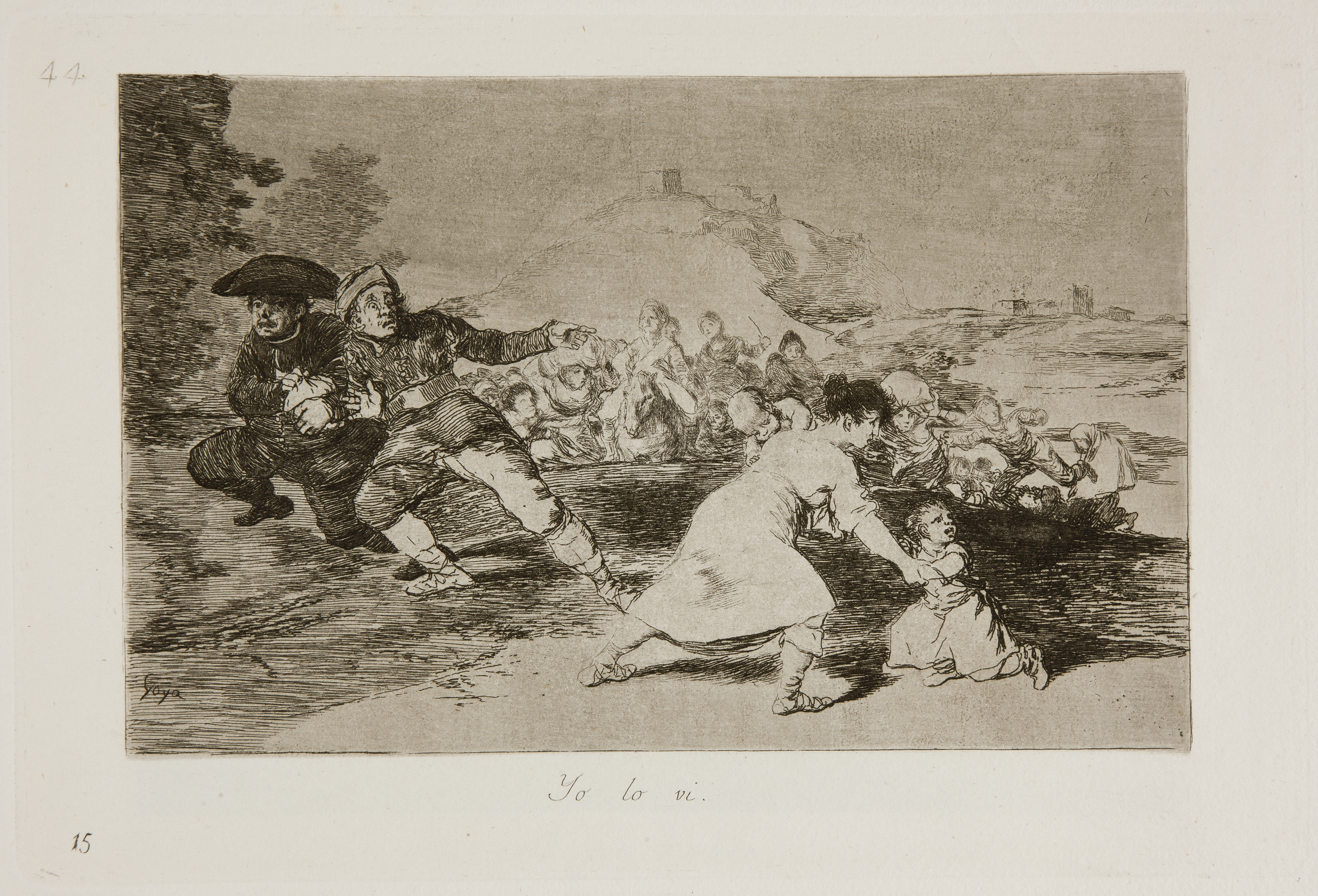
لوحة 44: رأيت ذلك (بالإسبانية: Yo lo vi) من الطبعة المنشورة، مع ضوء على السطح أعلى المشهد والسماء وفستان المرأة. لا يوجد ضوء في البراهين المطبوعة تحت إشراف غويا.

مع تقدم السلسلة، بدأ غويا الواضح يواجه نقص في الورق ذى نوعية جيدة ولوحات النحاس، واضطر لاتخاذ ما تسميه المؤرخة الفنية جولييت ولسن باريو ما تسميه «خطوة جذرية» لتدمير اثنين من المناظر الطبيعية، من التي طُبعت مرات قليلة جداً. وقد قطعوا إلى نصفين لانتاج أربعة لوحات من كوارث الحرب. جزئياً بسبب نقص المواد، تختلف إلى حد ما أحجام وأشكال اللوحات، تتراوح بدءاً من صغيرة 142 × 168 ملم (5.6 × 6.6) لكبيرة 163 × 260 مم (6.4 × 10.2).
انهى غويا 56 لوحة أثناء الحرب ضد فرنسا وغالبا ما تُرى كدليل وشاهد عيان على الأحداث. الدفعة النهائية- تشمل اللوحة الأولى، وعدد من لوحات السلسلة من الوسط، وآخر 17 لوحة من السلسلة من المحتمل بشكل كبير أنه تم انتاجهم بعد انتهاء الحرب، عندما أصبحت المواد أكثر وفرة. تم كتابة عناوين بعض اللوحات تحتهم، مما يثبت وجود غويا في هذه الأحداث: مثل لقد رأيت ذلك (اللوحة 44)، ولا يستطيع أحد إلقاء النظر (لوحة 26). في حين أنه من غير الواضح كم من الصراع شهد غويا، ولكن عموماً من المسلم به أنه لاحظ العديد من الأحداث المُسجلة في المجموعتين الأولى والثانية من السلسلة. ومن المعروف أن عدداً من المشاهد الآخرى تم ربطها إليه بواسطة أحد آخر. من المعروف أيضاً أنه كان يستخدم كراسة رسم عند زيارته للمعارك: وفي مَرسمُه، كان يجلس للعمل على لوحة نحاسية لحظة استيعابه وإدراكه لمعنى إحدى رسوماته. كل الرسومات على نفس نوع الورق، وكل اللوحات النحاسية متماثلة.
تربط عناوين بعض المشاهد عدد من اللوحات الثنائية أو مجموعات أكبر من المشاهد، حتى لو أن بعض المشاهد ذات نفسها غير مترابطة. أمثلة تشمل اللوحتين 2 و 3 (بسبب أو بدون سبب وبالمِثل)، واللوحتين 4 و 5 (النساء شجاعات وإنهن شرسات)، واللوحات 9 و 10 و 11 (إنهم لا يريدون ذلك، ليس ذلك، ولا ذاك). تظهر اللوحات الآخرى مشاهد من نفس القصة والأحداث، كاللوحتان 46 و 47 (هذا سئ، وهذا كيف حدث)اللتان تظهران مقتل راهب على يد الجنود الفرنسية ونهب كنوز الكنيسة: صورة نادرة للتعاطف مع رجال الدين، الذين تم إظهارهم عموماً على أنهم بجانب الظلم والقهر.

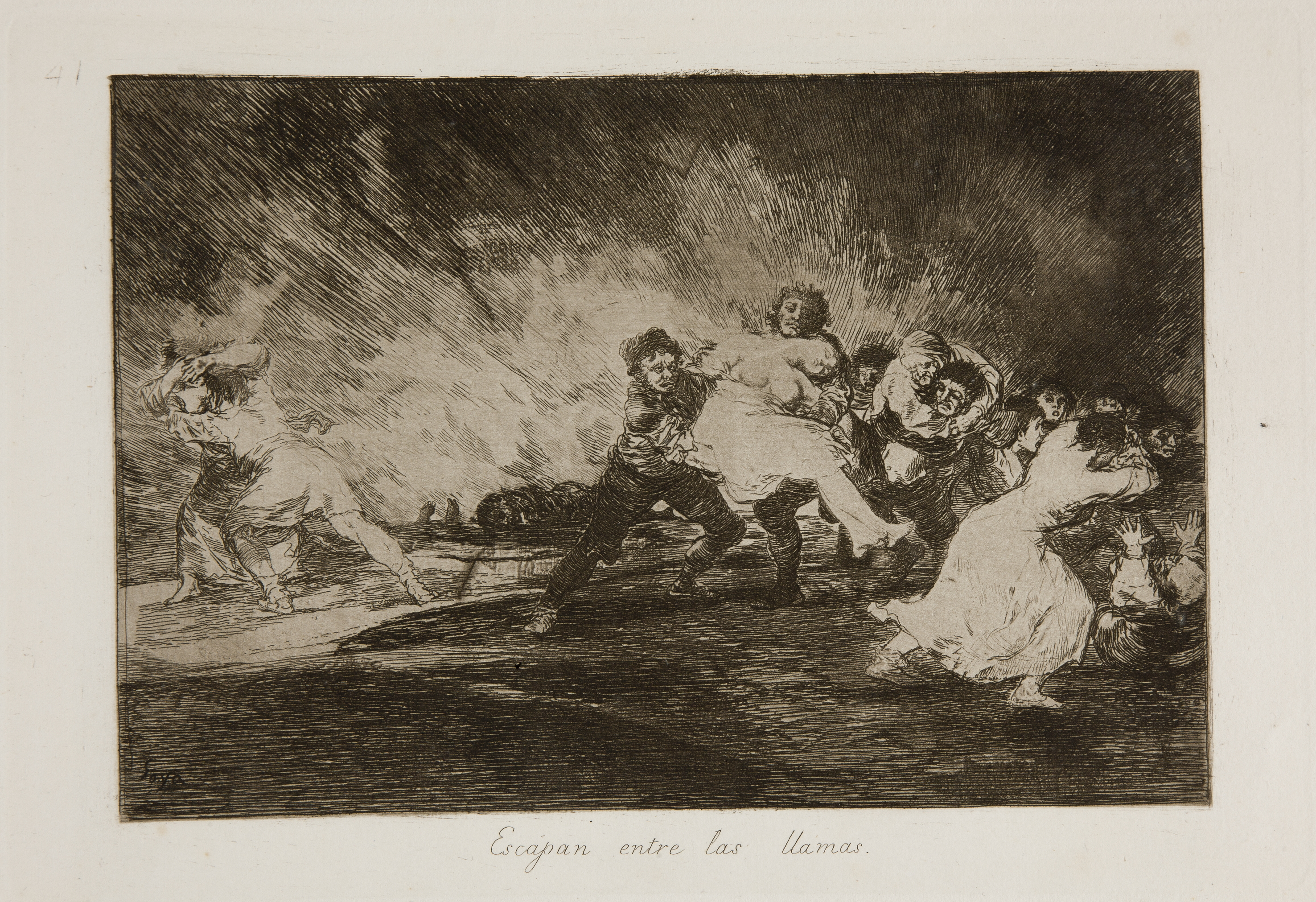
لوحة 41: يهربون وسط النيران (بالإسبانية: Escapan entre las llamas) يهرب بعض من الرجال والنساء وبعضهم يحملون آخرين في الليل وسط حالة من الفوضى والرعب.

استعارت أكاديمية الفنون ألبوم بروموديز لطبعة 1863. تم حفر العناوين الأصلية والتعليقات على اللوحات، حتى بأخطاء غويا اللغوية. تم تغيير عنوان لوحة واحدة،  وتم العمل على لوحة والإضافة عليها، وتم تنفيذ الطباعة باستخدام المزيد من الحبر في اللوحات (منتجة مزيد من الإضاءة للسطح) أكثر من الموجودة في البراهين، وفقاً للذوق العام لمنتصف القرن التاسع عشر. تعتبر مجموعة بروموديز "مهمة وفريدة من نوعها...لأنها تظهر السلسلة كما كان يجب أن ينوى غويا نشرها، والطريقة التي كان ينوى أن تتم طباعة اللوحات بها. ومن ثم يوجد اختلاف بين الطبعة المنشورة 1863، ب 80 لوحة، والسلسلة الكاملة في الألبوم والتي تحتوى على 82 لوحة (مع تجاهل الثلاث لوحات الصغيرة "الأسرى").
لم تنشر كوارث الحرب في حياة غويا، ربما لأنه خاف التداعيات السياسية للنظام القمعى لفرناندو السابع. اقترح بعض المؤرخون الفنيون أنه لم ينشرها لأن كانت لديه الشكوك في استخدام الصور لدوافع سياسية، وبدلاً من ذلك رأى أنهم تأملات شخصية. ومع ذلك اعتقد الغالبية أن الفنان فضّل الانتظار حتى يمكن الكشف عنهم علانية دون رقابة. تم نشر أربع طبعات زيادة، الأخيرة في 1937، بحيث في المجموع تم طباعة أكثر من 1,000 طبعة لكل لوحة، ولكن ليس كلهم من نفس النوعية. كما هو الحال مع سلسلة أعماله الأخرى، تظهر الطباعات الأخيرة استخدام الخط المائى. طبعة 1863 بها 500 نسخة من الطباعات، وتوالت الطباعات في 1892 (100) ربما قبل أن تصبح اللوحات مغطاة بالصلب لمنع المزيد من إهلاكها، و1903(100)، و1906(275)، و1937. تم تفكيك الكثير من المجموعات، تمتلك معظم مجموعات غرف الطباعة على الأقل بعض من لوحات السلسلة. على سبيل المثال، هناك من الطبعات الأخيرة متاحة في السوق الفنية.
في 1873، نشر الروائى أنطونيو دي ترويبا الذكريات المزعومة لبستانى غويا، إيسيدرو، عن أصل تكوين السلسلة. يدعى دي ترويبا أنه تحدث إلى إيسيدرو في 1836، عندما ذكر البستانى أنه كان في صحبة غويا إلى تل برينسيبي بيو لرسم ضحايا إعدام 3 مايو 1808  يشكك طلاب غويا في القصة: يصفها نايجل جليندينج ك«خيال رومانسى» وبها الكثير من التفاصيل الغير دقيقة.

## التقنية والأسلوب
ذِكر التفاصيل والاحتجاج ضد بشاعة الحياة هما موضوعان أساسيان على امتداد التاريخ الفنى الإسبانى، بدايةً من أقزام دييغو فيلاثكيث إلى بابلو بيكاسو غيرنيكا (1937). التفكير في كوارث الحرب، لاحظت كاتبة السيرة الذاتية مارجريتاأبروزيس أن غويا يطلب أن تكون الحقيقة "مرئية وظاهرة للآخرين: بما فيهم الذين لا يريدون رؤيتها... والمرضى (مكفوفين) في أرواحهم الذين يبقون أعيونهم على المظهر الخارجى للأشياء، ومن ثم يجب أن تكون هذه المظاهر الخارجية ملتوية ومشوهة حتى يصرخوا بما يحاولون قوله. تتبع هذه السلسلة تقليد أوروبى واسع من فنون الحرب وفحص تأثير الصراع العسكرى على حياة المدنيين- ربما معظمهم معروفين لغويا عن طريق المطبوعات. وينعكس هذا التقليد خصوصا في الرسومات الهولندية عن حرب الثمان سنوات مع إسبانيا، وأعمال القرن السادس عشر للفنان الألمانى هانز بالدنج. يُعتقد أن غويا يمتلك نسخة من مجموعة شهيرة من 18 رسم للفنان جاك كايو معروفة باسم المآسى العظيمة للحرب (1633)، والتي سجلت آثار مدمرة على لورين وقوات لويس الثالث عشر أثناء حرب الثلاثين عاما.

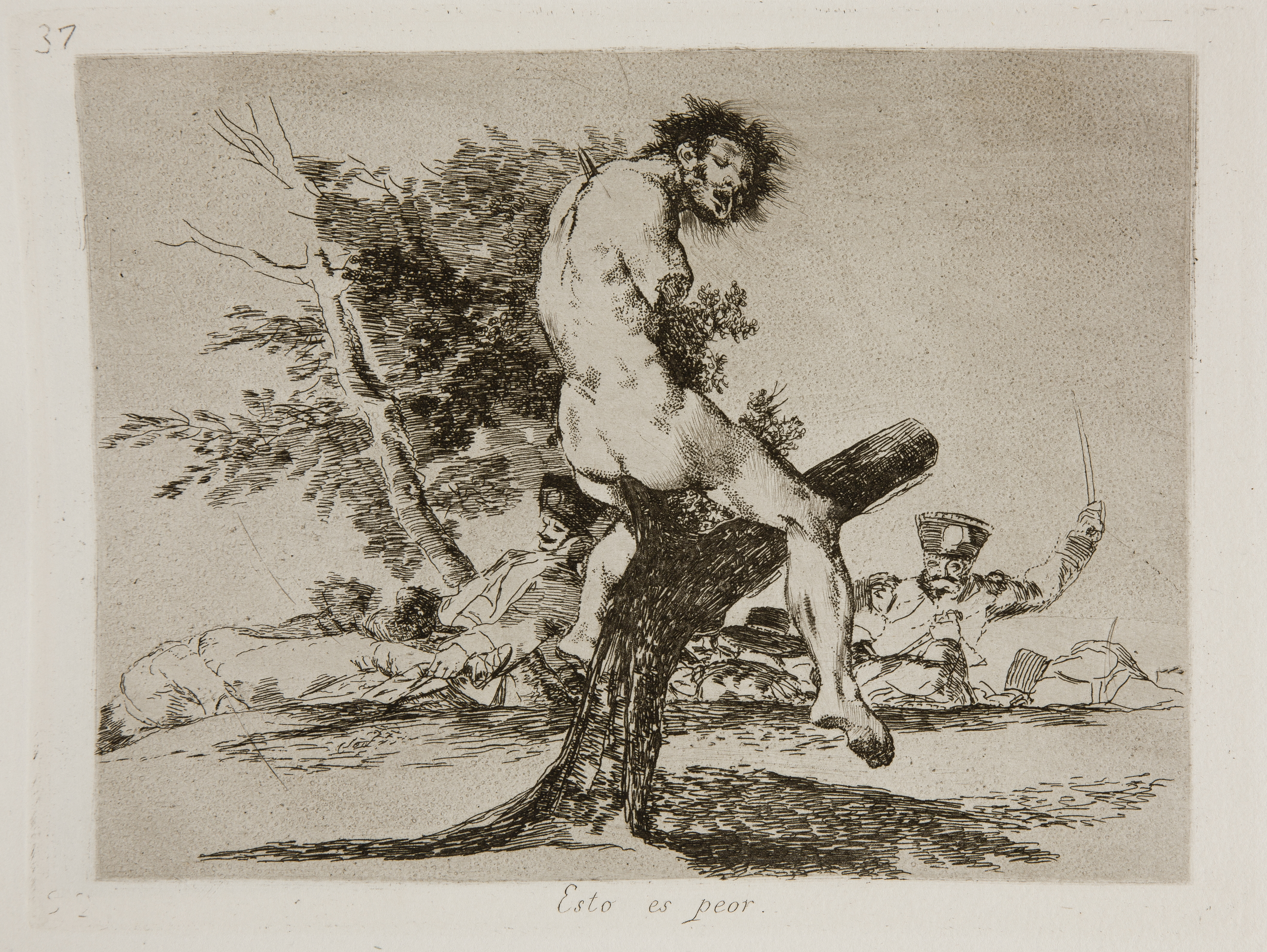
لوحة 37: هذا هو الأسوأ (بالإسبانية: Esto es peor). في أعقاب المعركة، الجذوع المشوهة وأعضاء الضحايا المدنيين مُعلقة على الأشجار، كشظايا من التماثيل الرخامية.

القتيل في اللوحة 37، هذا هو الأسوأ (بالإسبانية: Esto es peor)، تشكل جسد مشوه لمحارب إسبانى مُعلق على شجرة، مُحاط بجثامين لجنود فرنسيين. هذه اللوحة مبنية على جزء من نبذة هلينستية لرجل عارى، جذع بلفيدير للأثيني «أبولونيوس بن نيستور». وكان في وقت سابق أجرى غويا رسم أسود كدراسة للتمثال عند زيارته إلى روما. في هذا هو الأسوأ دمر غويا الزخارف الكلاسيكية المُستخدمة في فنون الحرب خلال إضافته لدرجة من المسرح الأسود- فرع الشجرة يثقب الجسم عن طريق فتحة الشرج والرقبة الملتوية وإطار مُغلق. الرجل عارى: عامل جرئ للفن الإسبانى في القرن التاسع عشر، في زمن محاكم التفتيش الإسبانية. لاحظ الناقد روبرت هيوز أن الأستعارة في هذه الصورة «تذكرنا ب، لو أنهم فقط كانوا من الرخام وتم تدميرهم مع مرور الزمن فضلا عن السيوف، لكان التقليديون الجدد كمنغز في مسرات جمالية عليهم».
تخلى غويا عن استخدام الألوان في هذه المجموعة، معتقدا أن الضوء، الظل والنور تُقدم تعبير مباشر أكثر للحقيقة. كتب غويا، «في الفن ليس هناك حاجة لاستخدام الألوان، أعطنى قلم وسوف أرسم صورتك الشخصية». يستخدم غويا الخط ليس كثيراً ليحدد الشكل ولكن، وفقاً لمؤرخة الفن آن هولندر، «ليخمش الأشكال للوجود ومن ثم يكسرهم، كأحول العين، من الممكن أن تدركهم عين واحدة، لإنشاء المخلفات البصرية المشوهة التي ترتجف حول حافة الأشياء المرئية في التسرع المؤلم... يمكن أن يكون هذا 'الرسم' نوعاً من الوضوح أكثر حِدة عندما يكون خشناً». تناسب فورية المنهج رغبته في نقل الجانب البدائى من طبيعة الإنسان. لم يكن غويا الأول في العمل على هذا النمط: سعى رامبرانت إلى نفس الاتجاه، ولكنه لم يصل إلى الخط المائى. انتج ويليام بليك وهنري فوسيلي ومعاصرون لغويا أعمالا ذا محتوى خيالى مماثل، ولكن، كما تصف هولندر قد اسكتوا آثرها المزعجة ب «يُطبق الشكل الرائع بخطية... ويتم تسكينها بشكل راسخ في قلاع آمنه من الجمال والإيقاع.» 
لاحظ الكاتب الإنجليزي ألدوس هكسلي عام 1947 في كتابه عن رسومات غويا، أن الصور تصف سلسلة متكررة من المواضيع المُصورة: القناطر المُظلمة «أكثر فظاعة حتى من تلك التي لسجون بيرانيزي»: زوايا الشارع كإطارات لقسوة التفاوت في التصنيف: وتحمل قمم الجبال الموتى، أحياناً تضم شجرة بمثابة مشنقة أو مستودع للجثث. «وهكذا تقدم التسجيل، رعب بعد رعب، غير مخففة بأى فخامة من التي كان الراسمين الآخرين قادرون على اكتشافها في الحرب: لأن، بشكل ملحوظ لم يوضح أبدا غويا معركة، لم يبين لنا أبدا جماهير معجبة بالقوات تسير في صفوف أو منتشرة من أجل المعركة... كل ما يظهره لنا هي كوارث الحرب والفساد السياسي، بدون أي مجد أو روعة.» 
كوارث الحرب هي الثانية من بين أربع مجموعات رئيسية لغويا، والتي تشكل غالبا كل أعماله الأكثر أهمية في الوسط. كما انه أنشأ 35 مطبوعة في وقت مبكر من حياته المهنية- وكثير منها نسخ للوحاته وغيرها من الأعمال- وحوالى 16 طباعة حجرية بينما كان يعيش في فرنسا. أنشأ غويا سلسلته الأولى، نزوات 80 لوحة، ما بين 1797 و 1799 لتوثيق «النواقص التي لا حصر لها والحماقات التي يمكن العثور عليها في أي مجتمع متمدن، و...الأحكام المُسبقة والممارسات المخادعة السائدة، والجهل، والمصلحة الذاتية المأخوذة دائماً.»  تم عرض نزوات للبيع في 1799، ولكن غالباً تم سحبها على الفور بعد تهديدات من محاكم التفتيش الإسبانية. أول مجموعتين من الطبعات في كوارث الحرب، ابتعد غويا إلى حد كبير عن الخيال، والنهج الخيالى المصطنع في نزوات للاتجاه نحو التصوير الواقعى لمشاهد الحياة والموت في الحرب. في آخر مجموعة في كوارث الحرب، عاد الحس الخيالى لنزوات من جديد.

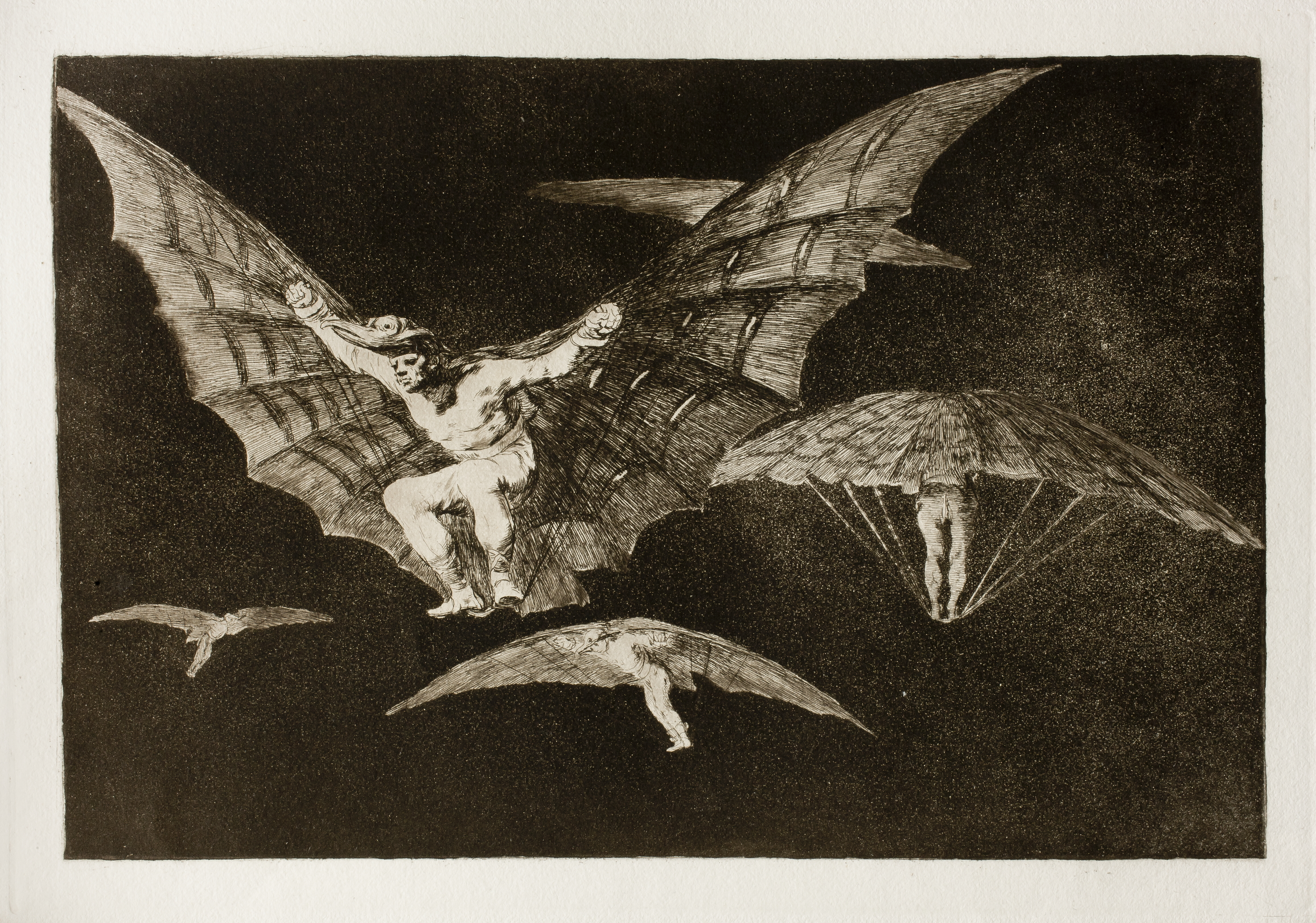
لوحة 13 من مجموعة "متفاوت": طريق للطيران (بالإسبانية: Modo de volar)، 1816-1823. عاد غويا جزئياً في المجموعة الثالثة من لوحات كوارث الحرب لاستخدام الصور الخيالية التي اكتشفها في نزوات.

انتج غويا ما بين 1815 و1816 «مصارعة الثيران»، مجموعة من 33 مشهد لمصارعة الثيران، تم انتاجها خلال فترة راحة من كوارث الحرب. لم تكن مصارعة الثيران ذات طابع سياسي، وتم نشرها بنهاية 1816 في طبعة من 320 نسخة للبيع بشكل فردى بدون تتابع الأحداث أو مجموعات. لم تلق أي نوع من أنواع النقد أو النجاح المادى. في فرنسا، اكمل غويا مجموعة من 4 مطبوعات حجرية أكبر، ثيران بوردو (بالإسبانية: Los toros de Burdeos). تُعرف آخر سلسلة أعمال له باسم حماقات (بالإسبانية: Los Disparates)، أو الأمثال (بالإسبانية: Proverbios)، أو الأحلام (بالإسبانية: Sueños)، تحتوى على 22 لوحة كبيرة وعلى الأقل 5 رسومات على ما يبدو أنهم جزء من السلسلة ولكن لم يتم نقشهم أبداً. تم ترك كل هذه الأعمال في مدريد-غير مكتملة كما يبدو مع حفنة قليلة من البراهين المطبوعة- عندما ذهب غويا إلي فرنسا عام 1823. تُعرف واحدة من اللوحات بأن تم نقشها عام 1816، وتم رسم القليل أيضاً حول التتابع الزمنى للأعمال، أومُخطط غويا لعمل المجموعة.
عمل غويا على كوارث الحربخلال فترة انتاجه لصور من أجل إرضاءه الشخصى كفنان فضلاً عن إرضاءه للجمهور المعاصر. اعتمدت أعماله على خياله أكثر من الاعتماد على الأحداث التاريخية. تحتوى الكثير من اللوحات الأخيرة على عناصر خيالية والتي من الممكن رؤيتها كعودة لمجازات التصويرية في نزوات. في ذلك، يعتمد على الأدلة المرئية المُنبثقة من حياته الشخصية، فضلاً عن أي شئ آخر ممكن التعرف عليه من الأحداث التاريخية أو الأماكن.

## تأويلات
في كوارث الحرب، لم يبرر غويا أي هدف للذبح العشوائى- اللوحات مُجردة من مواساة النظام الإلهى أو إقامة العدل الإنسان. يعتبر هذا في جزء ما نتيجة لعدم وجود أحداث مُثيرةأو عرض مُتقن بإدراك الذي بإمكانه إبعاد المشاهد عن وحشية الموضوعات، كما يوجد في استشهاد باروكية. بالإضافة إلي ذلك، يرفض غويا تقديم رسوخ السرد التقليدى. بدلا من ذلك، تميل مؤلفاته إلي تسليط الضوء على الجوانب الأكثر إثارة للقلق في كل عمل.

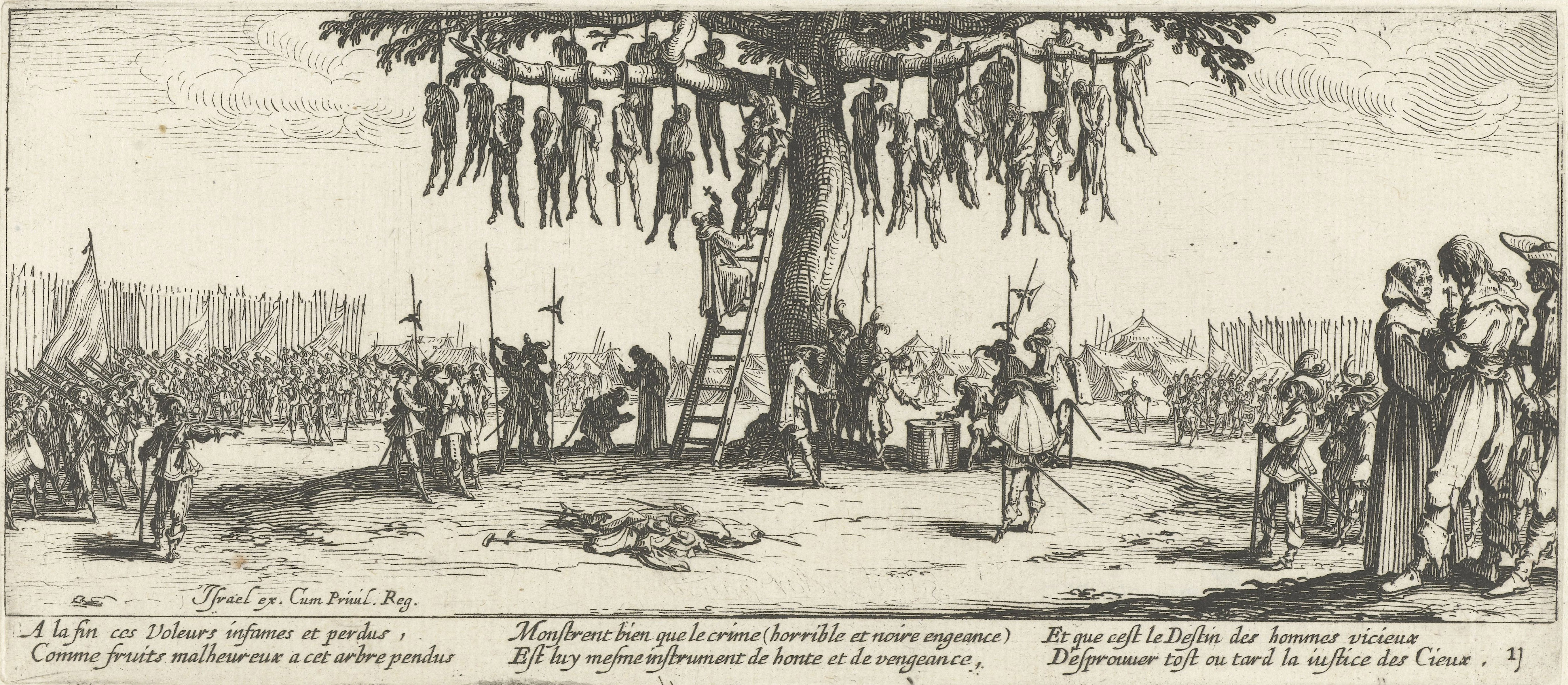
الشنق (بالفرنسية: La Pendaison) لوحة من سلسلة الرسام الفرنسى جاك كايو مآسي الحرب كبيرة (بالفرنسية: Les Grandes Misères de la guerre) عام 1623. من المرجح أن منقوشات كايو عن الجيش المتمرد ربما أثرت على غويا.

تُعين اللوحات المسافات بلا وجود حدود ثابتة؛ تمتد الفوضى خارج أطر الصورة المسطحة في كل الاتجاهات. وبالتالى، إنهم يعبرون عن عشوائية العنف، ولقد تم وصفهم كمماثلين للتصوير الصحفى الفوتوغرافى في القرن التاسع عشر والعشرين في وحشيتهم المباشرة. نسبةً لروبرت هيوز، كما الحال في مجموعة غويا الأولى نزوات، قد يكون المقصود من كوارث الحرب «كخطاب مجتمعى»؛ هجاء على الطريقة السائدة«الهستيريا، والشر والقسوة واللاعقلانية وغياب الحكمة» من إسبانيا تحت حكم نابليون، ومحاكم التفتيش لاحقاً. من الواضح أن غويا ينظر إلى الحرب الإسبانية بخيبة أمل، ويأس لكلا من أعمال العنف حوله وفقدان المثالية الليبرالية الذي يؤمن بها وقد تم استبدالها بكفاح مسلح جديد غير معقول أو مسبب. يعتقد هيوز بأن قرار غويا لتقديم الصور خلال النقش، والتي بحكم تعريفها تغيب عنها الألوان، يشير إلي مشاعر اليأس المطلق.
رسالته في وقت متأخر من الحياة على النقيض مع النظرة الإنسانية حيث أن الإنسان بطبيعته صالح ولكن إفساده سهلاً. يبدو وكأنه على وشك أن يقول بأن العنف فطرى في الإنسان، «مزورة في مضمون ما، منذ فرويد، نُطلق عليها الهوية.» يعتقد هيوز أن في النهاية لا يوجد سوى الفراغ المُنتَهك لقبول طبيعتنا الساقطة: مثل لوحة غويا الكلب «والذي يغيب عنه بعيداً سيده كما يغيب الله عن غويا.» 
تم إشغال كوارث الحرب بالأجساد الضائعة، وأجزاء الجسد التي لا يمكن التمييز بينها، للذكور والإناث. تحتوى بعض الأعمال على نغمات سوداء مُثيرة للشهوة الجنسية. يلاحظ كونيل الطبيعة الفطرية الجنسية في اللوحة السابعة- أوجستينا من أراغون تُشعل مدفع طويل. يقترح المؤرخ الفنى لينارد ديفيس أن غويا كان مسحوراً ب «الأوصال المقطوعة المثيرة للشهوة»،  بينما هيوز يذكر في اللوحة 10 هراء (بالإسبانية: Los disparates)، والتي تُظهر امرأة تم حملها في قبضة فم حصان. بالنسبة لهيوز، تقترح نشوة المرأة، بين الكثير من المعانى.

## التراث
على الرغم من كونها واحدة من أهم الأعمال الفنية المُناهضة للحرب، لا تمتلك كوارث الحربأي تأثير على الوعى الأوروبى لجيلين، لأنها لم تكن تُعرض إلا في نطاق دائرة صغيرة في إسبانيا حتى تم عرضها في مدريد بواسطة الأكاديمية الفنية سان فرناندو عام 1863.

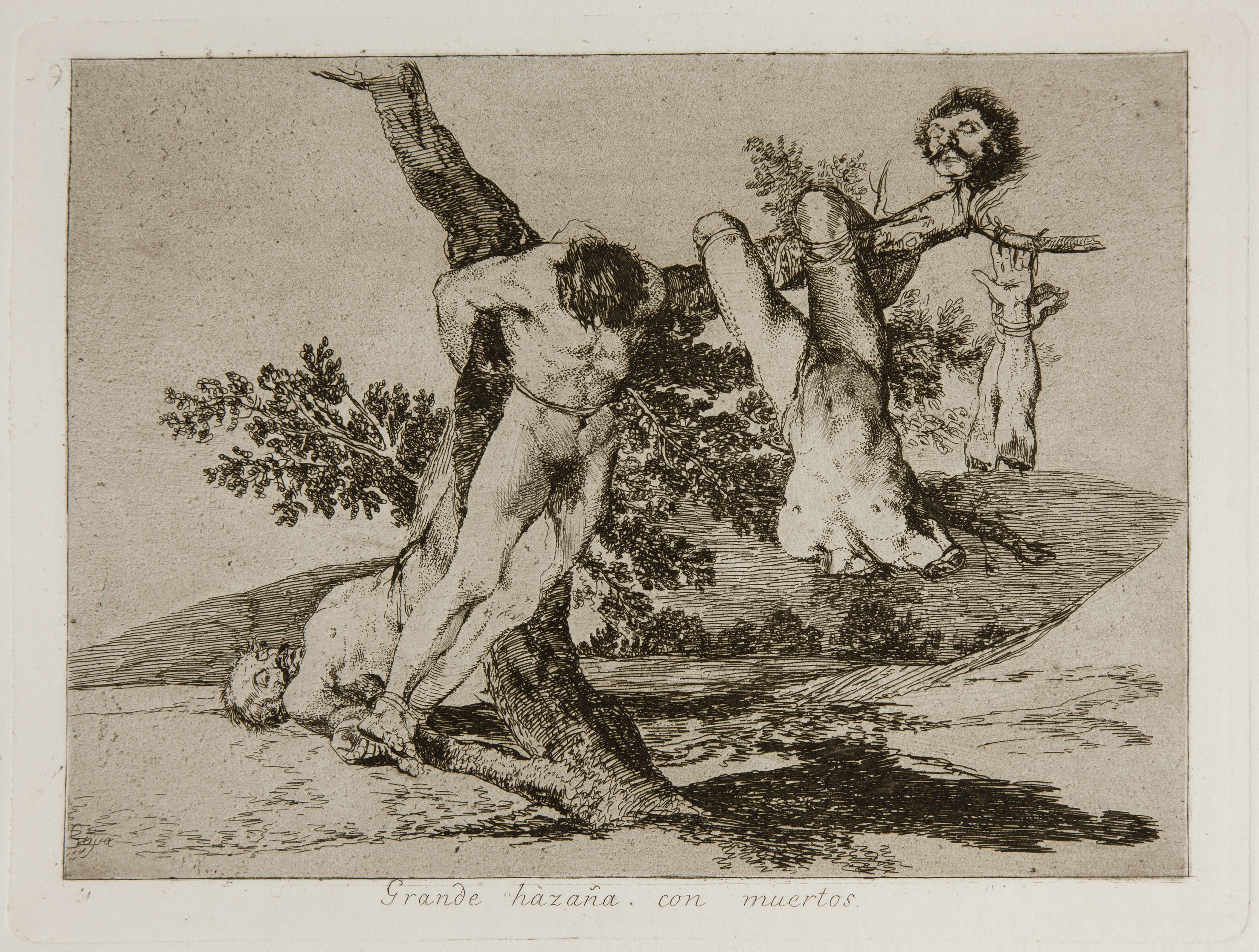
اللوحة 39: إنجاز بطولى! مع الرجل الميت! (بالإسبانية: Grande hazaña! Con muertos!)

ومنذ ذلك الحين، قد عكست التأويلات في العصور المتعاقبة مشاعر هذا الوقت، كان يُنظر إلى غويا على أنه مشجع للمدرسة الرومانسية في بدايات القرن التاسع عشر، وكانت المجموعة المقدمة بشكل بيانى للأوصال المُقطعة ذات تأثير مباشر على تيودور جريكالت،  والمعروف بتورطه سياسياً بلوحته الطوافة من ميدوسا(1818-19). حدد لويس بونويل مع غويا معنى العبث، وأشار إلى أعماله في بعض الأفلام كفيلم العصر الذهبى 1930، والذي تعاون فيه مع سلفادور دالى، وفيلمه الملاك المُباد عام 1962.
تأثير السلسة على دالى واضح في لوحته إنشاءات لينه مع البقول المسلوقة (هاجس الحرب الأهلية)، رُسمت في 1936 رداً على الأحداث التي أدت إلى الحرب الأهلية الإسبانية. هنا، تم التذكير بالأطراف المشوهة، والقمع الوحشى، والتعبيرات المُعذبة، والسُحب المشؤومة في اللوحة 39، إنجاز بطولى! مع الرجل الميت! (بالإسبانية: Grande hazaña! Con muertos!) التي تُظهر الجثث المشوهة في مقابل أرض جرداء في الخلفية.
في 1993، صنع جيك ودينوس تشابمان من حركة الفنانين البريطانيين الشباب 82 منمنمة، ألعاب تُشبه التماثيل على غرار كوارث الحرب. وكانت أعمالهم مشهوده على نطاق واسع وتم شراؤها في ذلك العام من قِبل معرض تيت. لعقود من الزمان، كانت سلسلة النقش لغويا بمثابة نقطة مرجعية ثابتة للأشقاء تشابمان: بوجه خاص، أنشأوا عدداً من اللوحات المختلفة القائمة على لوحة إنجاز بطولى! مع الرجل الميت!. في 2003، عرض الأشقاء تشابمان نسخة مُحورة من كوارث الحرب. اشتروا مجموعة كاملة من الطبعات،  وقد رسموا ولصقوا عليها مهرج شيطانى ورؤوس جرو. وصف التشابمان صورهم «المُعدلة» كإجراء لعمل اتصال بين تقديم نابليون المفترض للتنوير إلى إسبانيا في وقت مبكر من القرن التاسع عشر وإدعاء توني بلير وجورج دبليو بوش بإحلال الديموقراطية إلى العراق.

## معرض صور

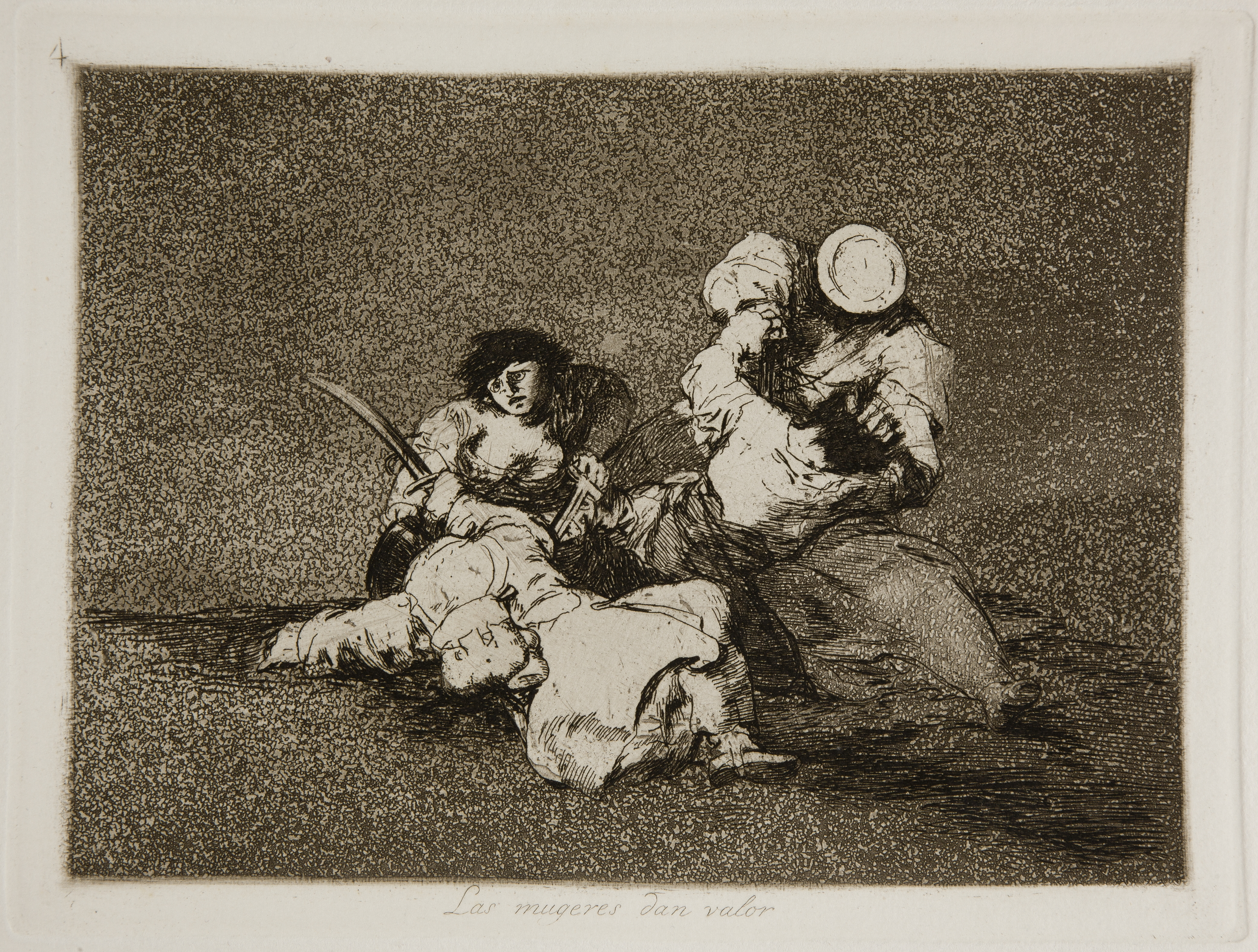
اللوحة 4: النساء شجاعات. (بالإسبانية: Las mujeres dan valor) هذه اللوحة تصور صراعاً بين مجموعة من المدنيات يحاربون جنوداً.
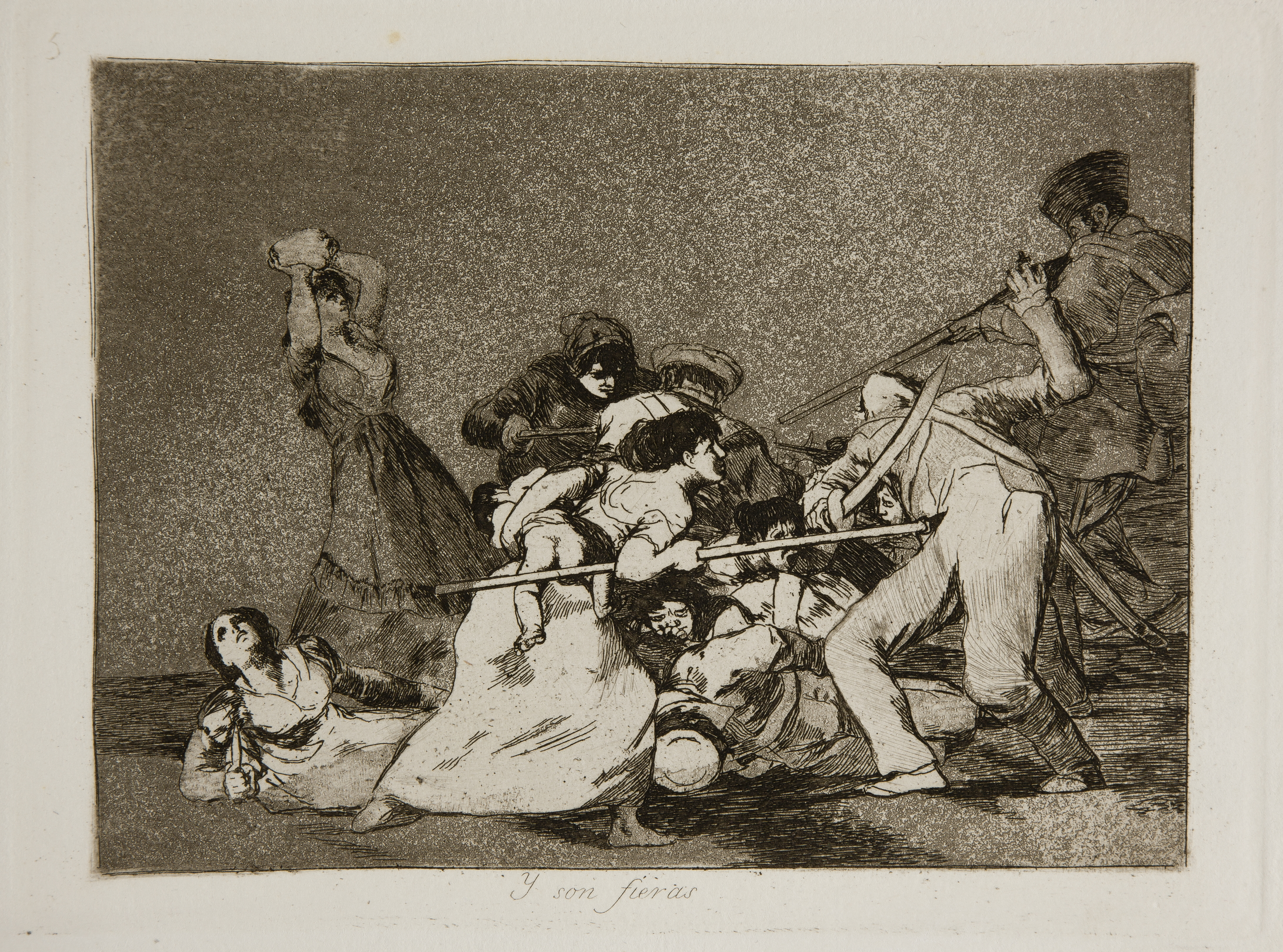
اللوحة 5: وهم إما شرسين أو يحاربون بضراوة كالحيوانات البرية(بالإسبانية: Y son fieras). مدنيون من بينهم نساء يحاربون ضد الجنود بالرماح والصخور.
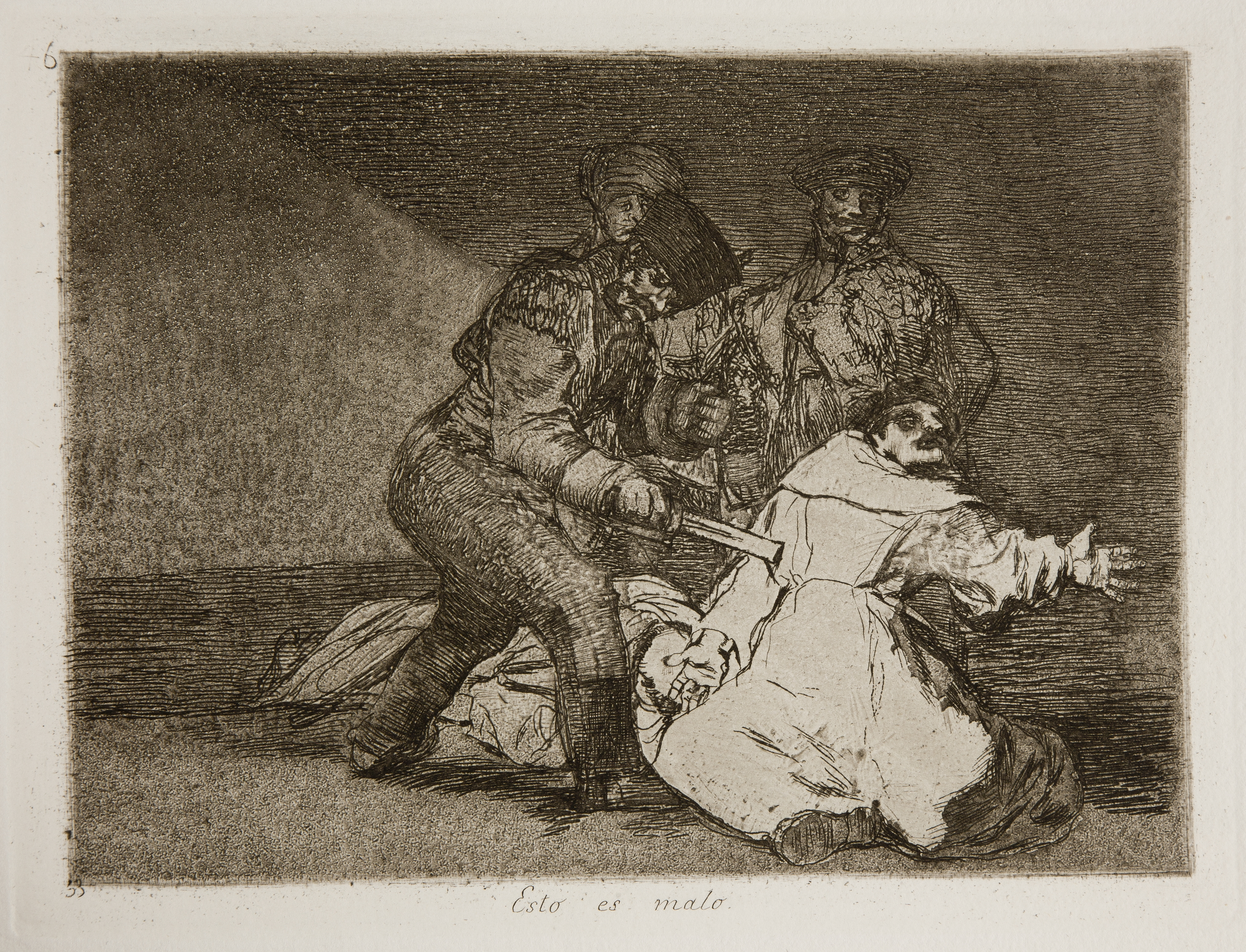
هذا سىء (بالإسبانية: Esto es malo). مقتل راهب على يد الجنود الفرنسية، ينهبون كنوز الكنيسة. صورة نادرة للتعاطف مع رجال الدين عموماً تُظهر جانباً من القهر والظلم.
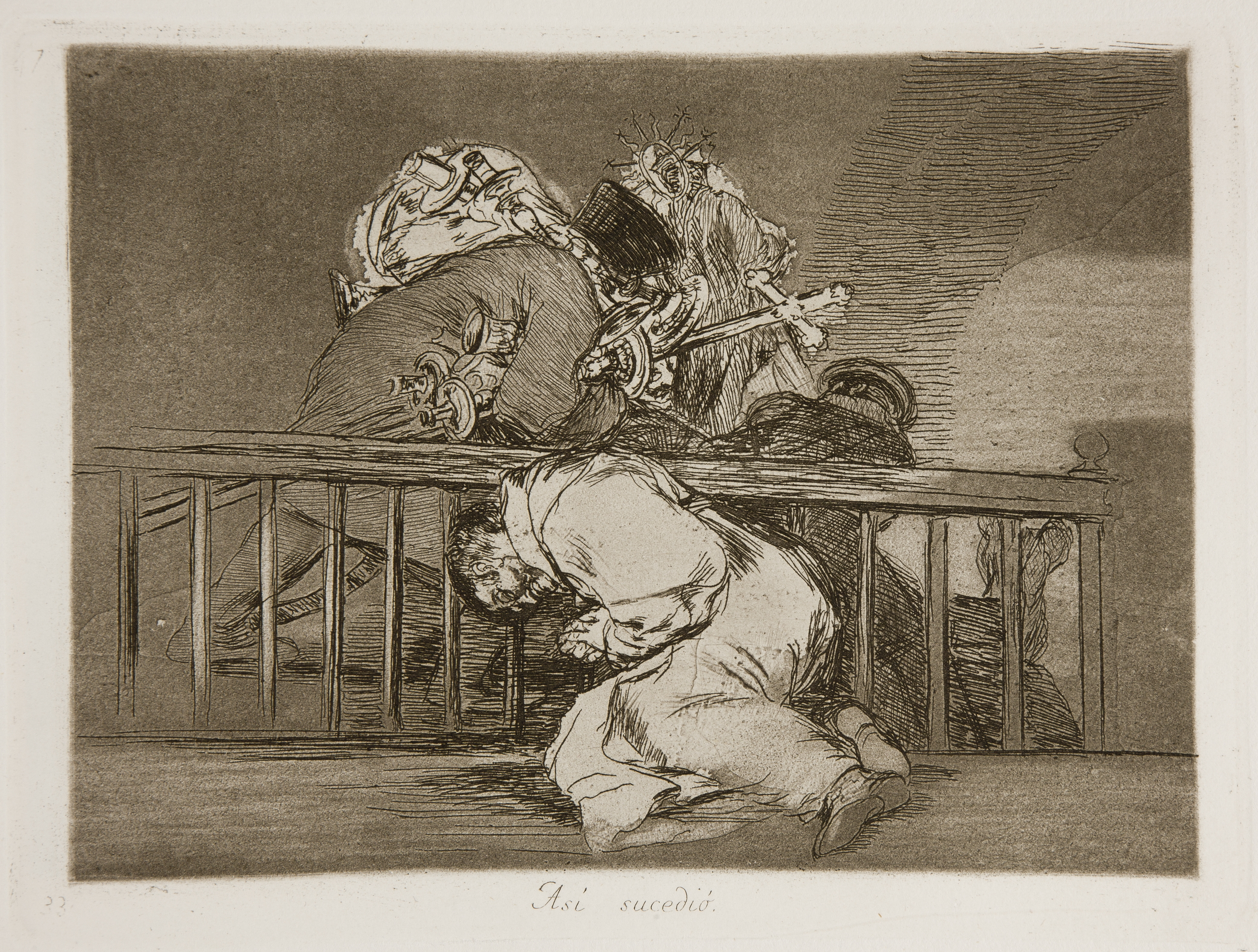
اللوحة 47: وهذا كيف حدث (بالإسبانية: Así sucedió). آخر مطبوعة في المجموعة الأولى. رهبان مقتولون يرقدون بجانب جنود فرنسيين ينهبون ثروات الكنيسة.
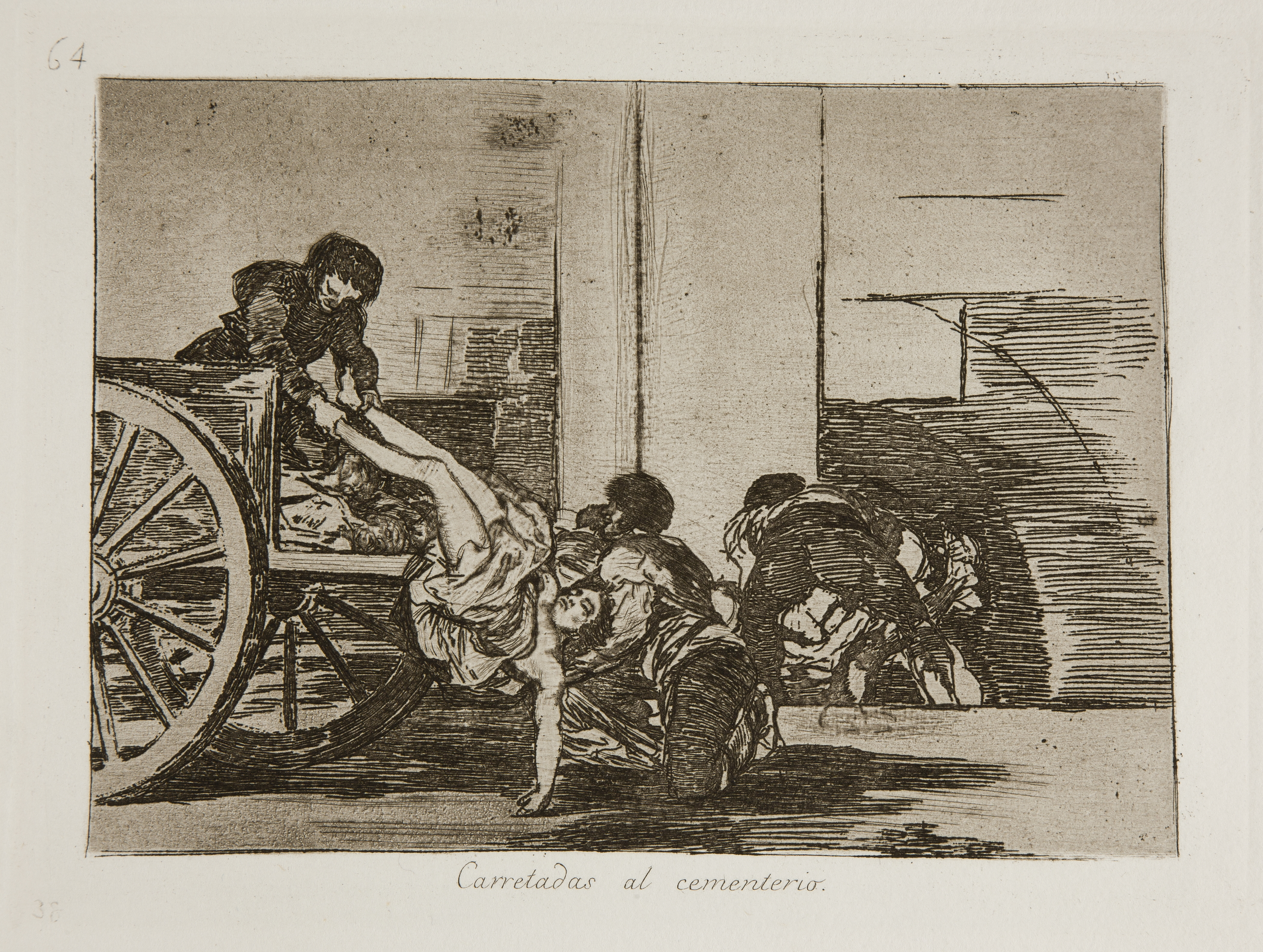
اللوحة 64: عربات تحميل الجثث للمقبرة (بالإسبانية: Carretadas al cementerio ). آخر مطبوعة في مجموعة المجاعة.
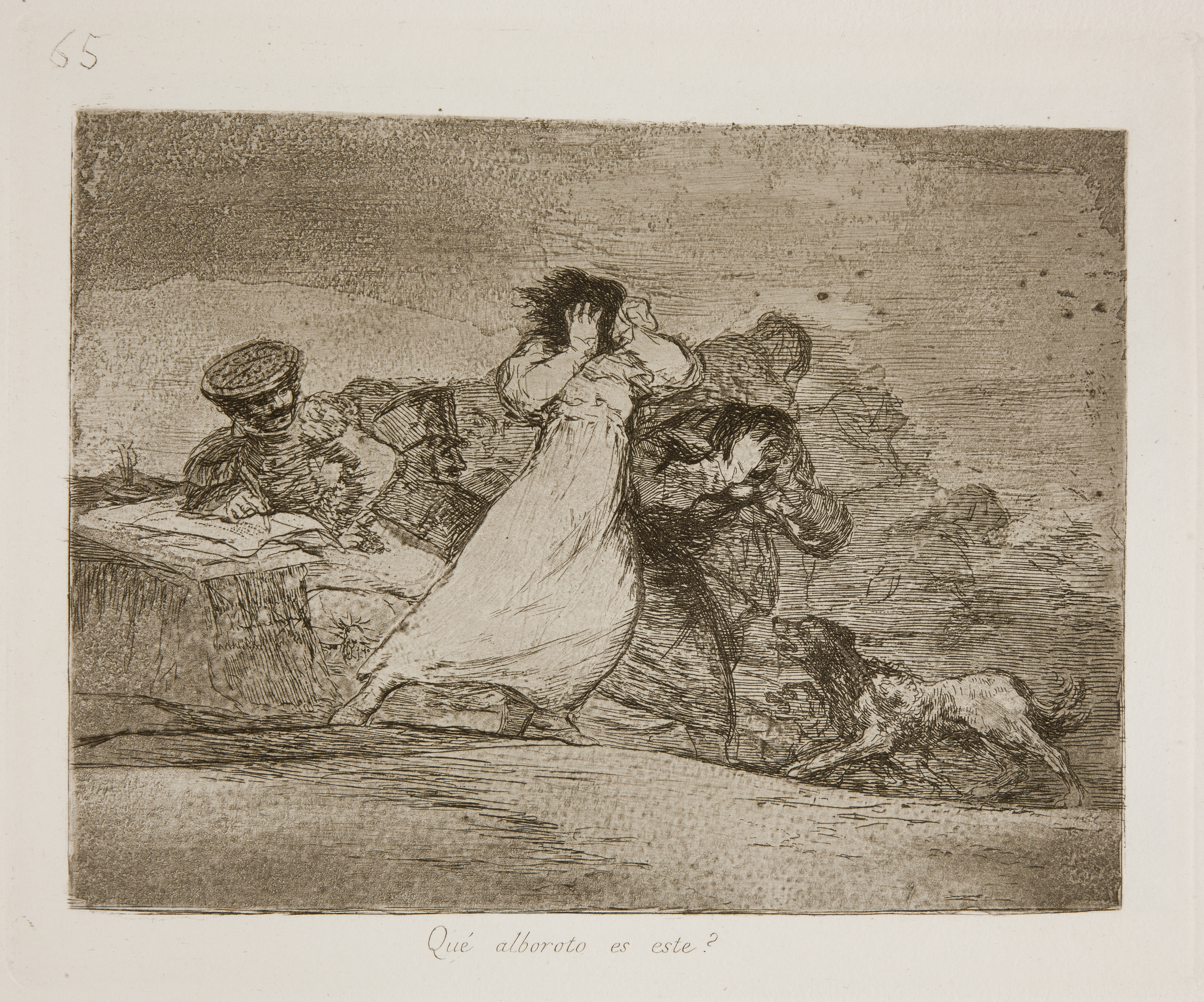
اللوحة 65: ما هذا الاضطراب؟ (بالإسبانية: Qué alboroto es este?). أول مطبوعة في المجموعة الأخيرة. على ما يبدو أن المرأة تُمثل رفض دستور 1814.
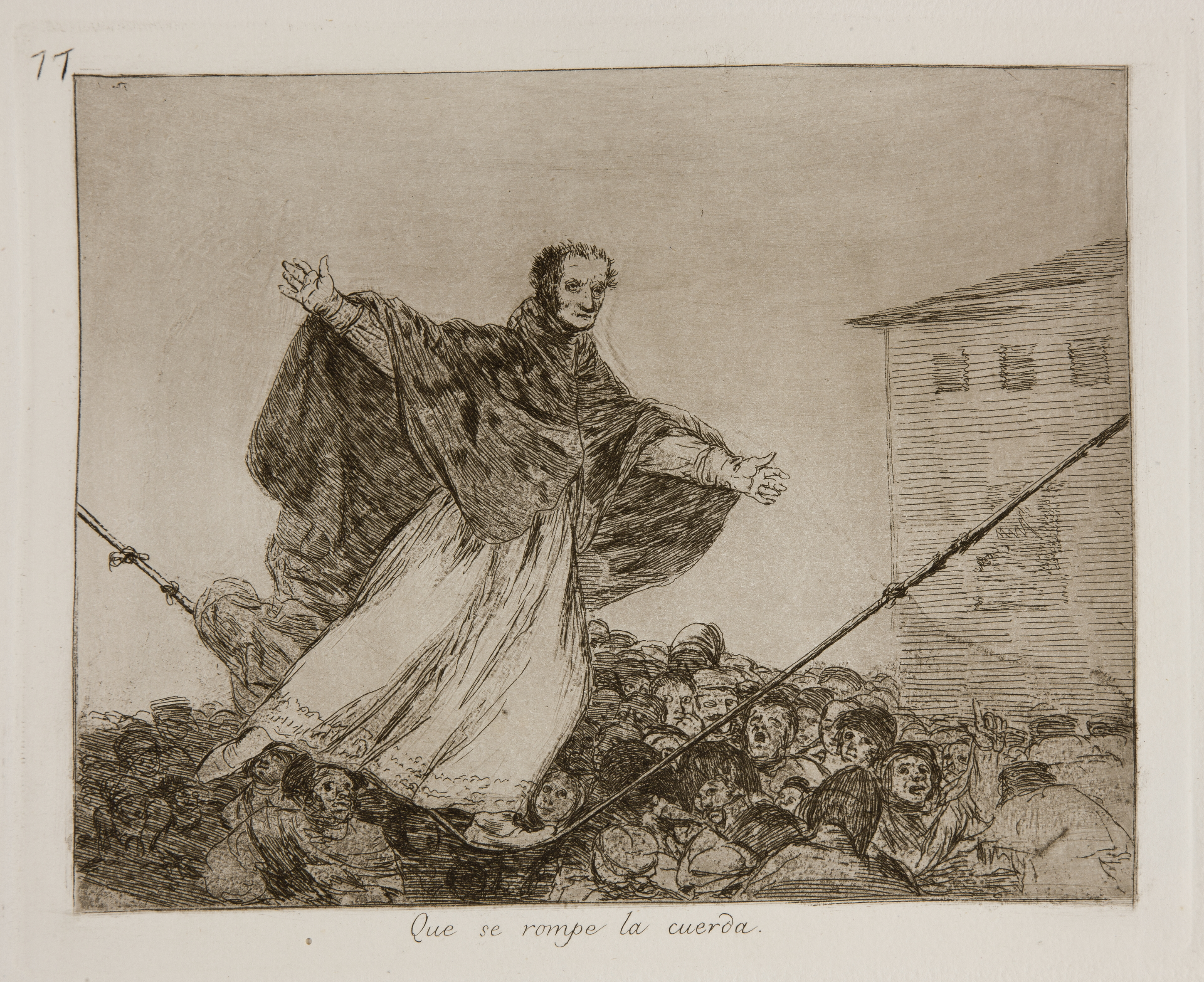
اللوحة 77: لعل ينقطع الحبل! (بالإسبانية: Que se rompe la cuerda!). كان رجل الدين في الرسم التحضيرى هو البابا.
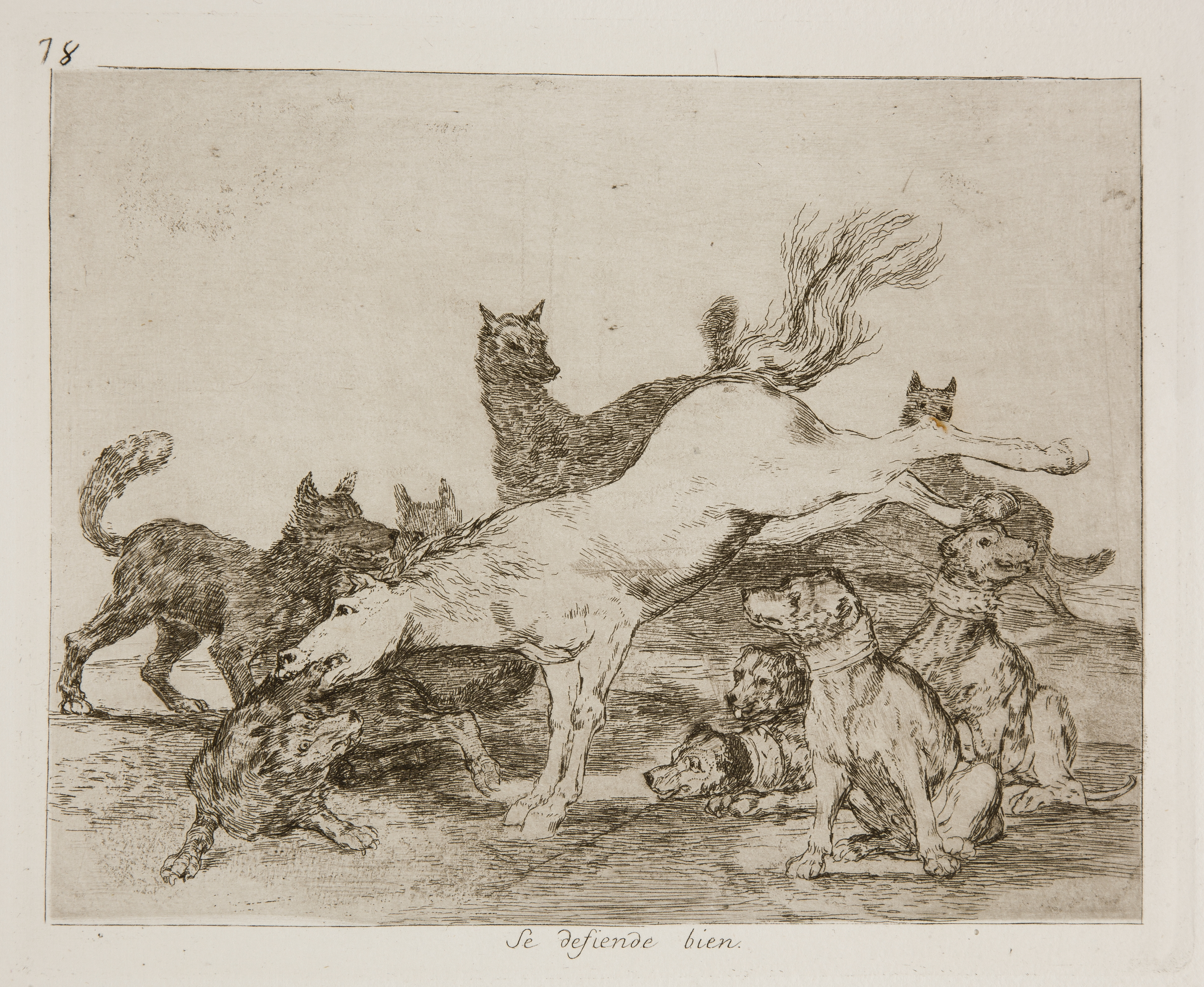
اللوحة 78: يدافع عن نفسه جيداً (بالإسبانية: Se defiende bien). يبدو أن الحصان هو استعارة للدستور الملكى، يحارب دون مساعدة الذئاب، الذين ربما يمثلون الثورة ضد الملكية.

## قائمة المراجع
- Wilson-Bareau, Juliet. Goya's Prints, The Tomás Harris Collection in the British Museum. London: British Museum Publications, 1981. ISBN 0-7141-0789-1
- Kenneth Clark. Looking at Pictures. Boston: Beacon Press, 1968.
- Connell, Evan S. Francisco Goya: A Life. New York: Counterpoint, 2004. ISBN 1-58243-307-0
- Goya in the Metropolitan Museum of Art. New York: The Metropolitan Museum of Art. 1995. {{استشهاد بكتاب}}: الوسيط غير المعروف |الرقم المعياري= تم تجاهله يقترح استخدام |ردمك= (مساعدة) وروابط خارجية في |عنوان= (مساعدة)
- Gudiol, José. Goya. New York: Hyperion Press, 1941.
- Gudiol, José. Goya 1746–1828, Volume 1. Barcelona: Ediciones Poligrafa, 1971.
- Heras, Margarita Moreno de las, et al. Goya and the Spirit of Enlightenment. Museum of Fine Arts, Boston, 1989. ISBN 0-87846-300-3
- Hofer, Philip. The Disasters of War. New York: Dover Publications, 2006. ISBN 0-486-44758-8
- Hollander, Anne. Moving Pictures. New York: Alfred a Knopf, 1989. ISBN 0-394-57400-1
- Robert Hughes . Goya. New York: Alfred A. Knopf, 2004. ISBN 0-394-58028-1
- Hughes, Robert. Nothing If Not Critical. London: The Harvill Press, 1990. ISBN 0-00-272075-2
- Aldous Huxley. The Complete Etchings of Goya. New York: Crown Publishers, Inc., 1947.
- Licht, Fred. Goya: The Origins of the Modern Temper in Art. Universe Books, 1979. ISBN 0-87663-294-0
- Licht, Fred, et al. Goya in Perspective. Englewood Cliffs, New Jersey: Prentice Hall, Inc., 1973. ISBN 0-13-361964-8
- Sayre, Eleanor A. The Changing Image: Prints by Francisco Goya. Boston: Museum of Fine Arts, 1974. ISBN 0-87846-085-3
- Shaw, Philip. "Abjection Sustained: Goya, the Chapman Brothers and the 'Disasters of War'". Art History, Volume 26, No. 4, September 2003. ISSN 0141-6790
- Stoichita, Victor and Coderch, Anna Maria. Goya: the Last Carnival. London: Reakton books, 1999. ISBN 1-86189-045-1
- Swartz, Mark. The Disasters of War. Museum of Modern Art, Volume 4, No. 1, January 2001. 10–13
- Tomlinson, Janis A. Goya in the Twilight of Enlightenment. New Haven: Yale University Press, 1992. ISBN 0-300-05462-9